# Giovanni Calvino
Jehan Cauvin (pron. fr. AFI: [dʒəãn kovɛ̃]), noto in italiano come Giovanni Calvino (Noyon, 10 luglio 1509 – Ginevra, 27 maggio 1564) è stato un umanista e teologo francese.

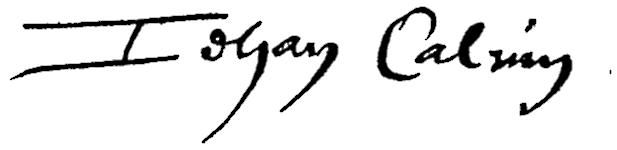
Firma di Giovanni Calvino

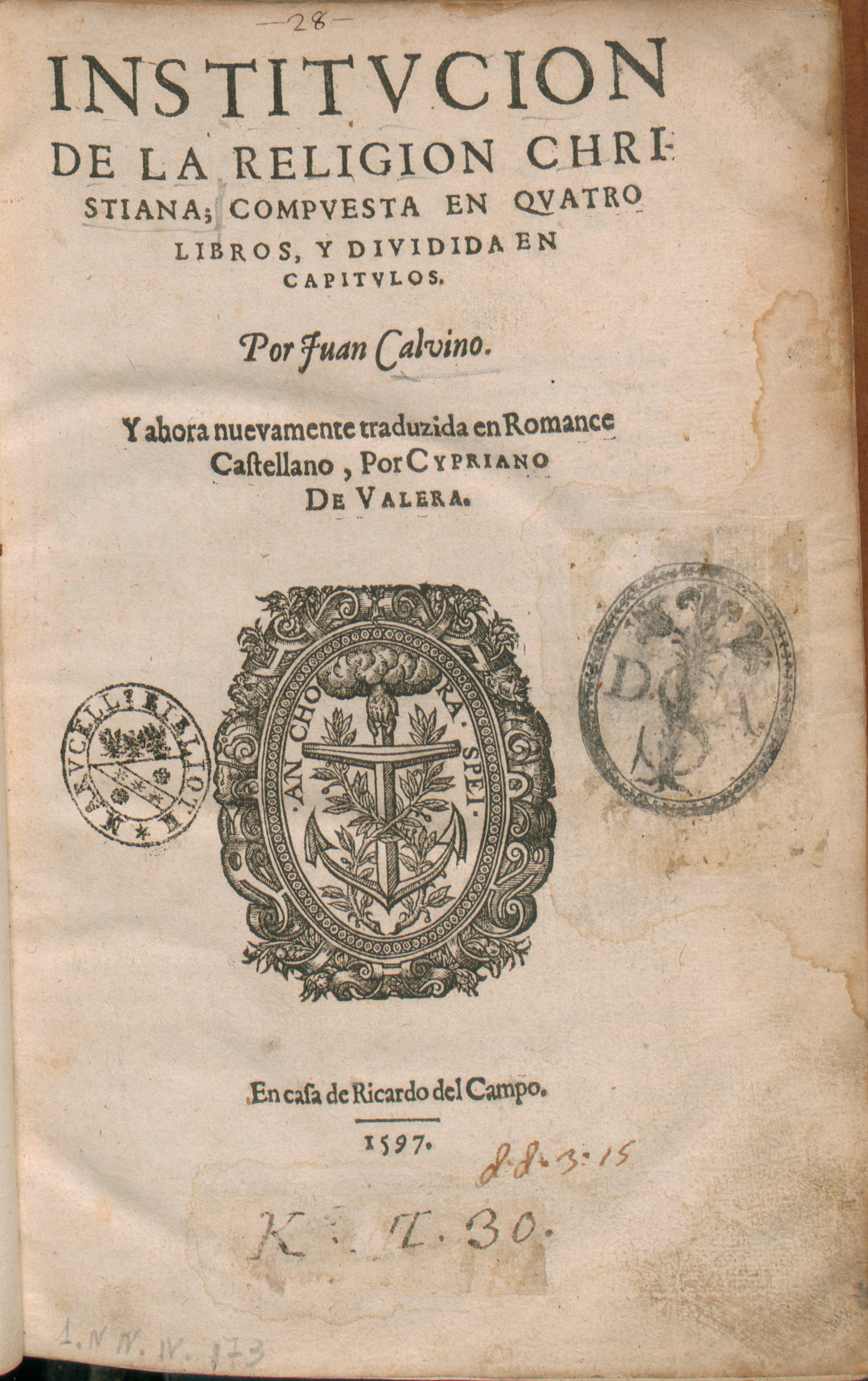
Institutio christianae religionis, 1597. Da BEIC, biblioteca digitale

Calvino è stato, con Lutero, il massimo riformatore religioso del cristianesimo protestante europeo degli anni venti e trenta del Cinquecento. Dal suo nome è stato coniato il termine "calvinismo" per indicare il movimento e la tradizione teologica e culturale scaturita dal suo pensiero e che, per molti versi, si distingue dal luteranesimo.
Il pensiero di Calvino è espresso soprattutto nell'opera Istituzione della religione cristiana, completata nel 1559. A grandi linee il sistema religioso e la teologia di Calvino possono essere considerati, almeno per ciò che riguarda i sacramenti ed il loro valore religioso, una continuazione ed un perfezionamento dello zwinglianesimo, una dottrina protestante non luterana che prende il nome dal proprio fondatore, Huldrych Zwingli.

## Gli anni di formazione

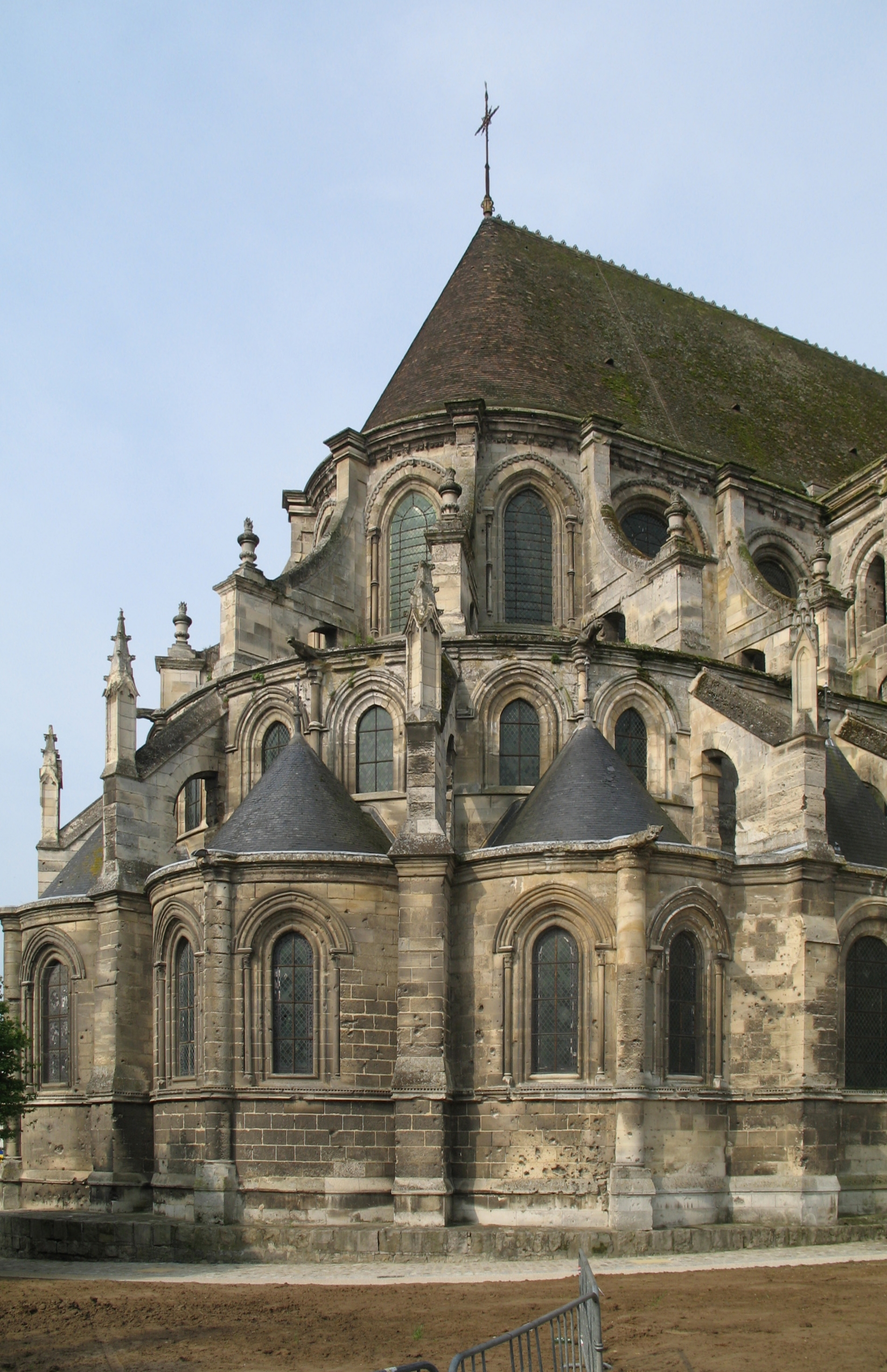
Particolare della cattedrale di Noyon

Jehan Cauvin, latinizzato in Johannes Calvinus secondo l'uso degli intellettuali dell'epoca, e successivamente rifrancesizzato in Jean Calvin (pron. fr. AFI: [ʒɑ̃ kalvɛ̃]), nacque il 10 luglio 1509 a Noyon, in Piccardia, dove il padre Gérard si era trasferito dalla vicina Pont-l'Évêque nel 1481. Gérard Cauvin, già segretario di cancelleria, fu avvocato del vescovo di Noyon, poi funzionario delle imposte e ancora segretario del vescovo, col quale ebbe così gravi contrasti da essere scomunicato; morì nel 1531. La madre, Jeanne Lefranc, ebbe altri tre figli: il maggiore, Charles, che morì nel 1536 e, dopo Jean, Antoine, che visse a Ginevra con il fratello, e François, morto in tenera età. Jeanne morì nel 1515 e il vedovo Gérard si risposò, avendo altre due figlie, una delle quali, Marie, visse anch'essa a Ginevra con i fratellastri.
Poche sono le informazioni sulla giovinezza del futuro riformatore, sulle quali tuttavia si è tentato di tessere una tela biografica convincente: così, è documentato che al giovanissimo Calvino sia stato assegnato nel 1521 un beneficio ecclesiastico, che egli godette fino al 1529 e poi dal 1531 al 4 maggio 1534, cosa che ha fatto ritenere, senza reale fondamento, che già dodicenne, forte di quel finanziamento, Calvino si sia recato a studiare a Parigi, mentre la notizia che il padre lo abbia mandato fuori da Noyon dall'agosto al dicembre 1523 per sfuggire in realtà a un'epidemia di peste, ha fatto egualmente pensare che egli abbia iniziato in quell'anno i suoi studi parigini.
In ogni caso, nella prima metà degli anni venti, Calvino fu iscritto in uno dei collegi che costituivano l'Università della capitale, non è chiaro se, dapprima, in quello di Sainte-Barbe, dove avrebbe avuto per maestro il noto professore Mathurin Cordier, o se in quello di La Marche, per poi passare sicuramente al collegio di Montaigu continuandovi lo studio quinquennale delle arti liberali, con la prospettiva di scegliere i corsi superiori triennali di teologia, di legge o di medicina.
Giovanni Calvino stesso scrisse che suo padre intendeva fargli studiare teologia. Probabilmente, Gérard Cauvin, da tempo in ottimi rapporti con il vescovo di Noyon, aveva previsto per il figlio una facile carriera ecclesiastica, ma la lite giudiziaria che lo vide successivamente protagonista con il Capitolo della città dovette rendere molto problematica la realizzazione delle sue ambizioni, rendendo necessario un cambiamento agli indirizzi di studio del figlio, pur garantendogli la possibilità di una carriera prestigiosa. Fu così che Giovanni, conseguito il diploma in arti liberali, verso il 1528 si trasferì a Orléans per studiare diritto civile nella locale Università; a Parigi, infatti, questa disciplina non era insegnata, essendo limitato lo studio della giurisprudenza al solo diritto canonico.
L'Università di Orléans, fondata nel 1306, era la quarta di Francia, dopo quelle di Parigi, Tolosa e Montpellier, ma la più rinomata per i suoi corsi di diritto: la Facoltà di giurisprudenza era aperta al rinnovamento degli studi giuridici, favorito dal sorgente clima umanistico e dalla necessità, da parte del nuovo Stato centralizzato francese, di disporre di un Codice di diritto organico e autorevole: nulla di meglio poteva essere garantito dallo studio del diritto civile romano, esplorato nell'espressione della lingua originale, senza il filtro fuorviante delle glosse dei commentatori medievali. Sembra che lo studio dei testi dell'umanista Guillaume Budé - gli studi giuridici De asse et partibus eius e le Annotationes in quatuor et viginti Pandectarum libros - ma anche il suo De transitu hellenismi ad Christianismum, dove il Budé considera, nello spirito dell'umanesimo cristiano, la cultura classica una preparazione all'annuncio dell'Evangelo, siano stati meditati con attenzione da Calvino che si mostrò interessato ai nuovi principi umanistici, se andò per un anno a Bourges ad ascoltare le lezioni dell'italiano Andrea Alciato e ad apprendere il greco dal tedesco Melchior Wolmar, un professore che sarebbe poi stato espulso dall'Università per la sua fede luterana che egli condivideva con un cugino di Calvino, Pietro Olivetano, anch'egli presente a Bourges.
Nulla fa ritenere che essi abbiano esercitato influssi di carattere religioso su Calvino, che continuò a occuparsi di diritto e di studi umanistici, tanto che il primo scritto di Calvino, il Commento al De clementia di Seneca, pubblicato a sue spese, fino a indebitarsi, nell'aprile 1532, ma iniziato già nel 1530, è un'opera di sola erudizione. Calvino ebbe sotto gli occhi la versione pubblicata da Erasmo nel 1529, della cui accuratezza filologica l'umanista olandese si era dichiarato insoddisfatto, così che si ha l'impressione che l'iniziativa di Calvino intendesse essere una carta da visita di valentìa umanistica presentata al mondo delle lettere. E infatti l'impegno di Calvino nell'opera si concentra nella spiegazione delle espressioni utilizzate da Seneca, nelle concordanze in opere senechiane e di altri autori classici - si sono contate citazioni di 77 autori greci e latini - e nella spiegazione delle etimologie: ma se nel commento di Calvino si mostra la lingua e lo stile di Seneca - che egli non mostra di approvare - è invece assente il Seneca storico e il suo spirito.
A motivo della morte del padre, alla fine del maggio 1531, Calvino tornò brevemente a Noyon, dove ottenne il rinnovo di un beneficio ecclesiastico. A Orléans conseguì la laurea in diritto civile il 14 febbraio 1532; nominato sostituto annuale del procuratore di Orléans, l'anno dopo è documentata ancora la sua presenza a Noyon, mentre nell'ottobre 1533 si trasferiva nuovamente a Parigi.

## La situazione religiosa
È noto come per tutto il Medioevo europeo al clero fosse riservato il monopolio della cultura, prevalentemente di contenuto religioso, custodita in pochi manoscritti nelle biblioteche dei conventi. Lo sviluppo di un'economia urbana, la formazione di una borghesia intraprendente e colta, la creazione della tecnica della stampa, con la conseguente diffusione di testi scritti, diffuse la lettura anche tra i laici: il testo religioso poteva essere letto e meditato nelle biblioteche private, passando al vaglio della critica e dell'interpretazione laica e personale. La diffusione della cultura innescò il circolo virtuoso della formazione di un numero crescente di umanisti, spesso laici, che pubblicarono le loro ricerche, provocarono risposte dai loro lettori e suscitarono anche polemiche, allargando così un dibattito culturale che aveva per confini soltanto quelli stessi dell'Europa.
L'Enchiridion militis christiani di Erasmo, apparso nel 1503 e più volte ristampato, rappresentò esemplarmente il nuovo rapporto stabilitosi fra la cultura religiosa e i laici, e fra questi e il clero, dando altresì una risposta alle esigenze di riforma della chiesa, sentite da tempo nelle popolazioni e tuttavia sempre sostanzialmente eluse dalle gerarchie ecclesiastiche. Per Erasmo, così come il problema religioso apparteneva intimamente a ciascun individuo, chierico e laico che fosse, così il problema della riforma della chiesa competeva a tutti i credenti, senza distinzione, e la forma che la chiesa avrebbe assunto, doveva dipendere dalla retta comprensione del messaggio che è alla base della sua istituzione, il Vangelo e le altre scritture, che pertanto dovevano essere lette nella loro espressione originale, senza la costrizione di un'interpretazione imposta d'autorità. In questo modo, il problema filologico era la base per la soluzione del problema istituzionale: la diretta e personale conoscenza delle Scritture era intesa dover essere la premessa alla riforma della comunità dei credenti.

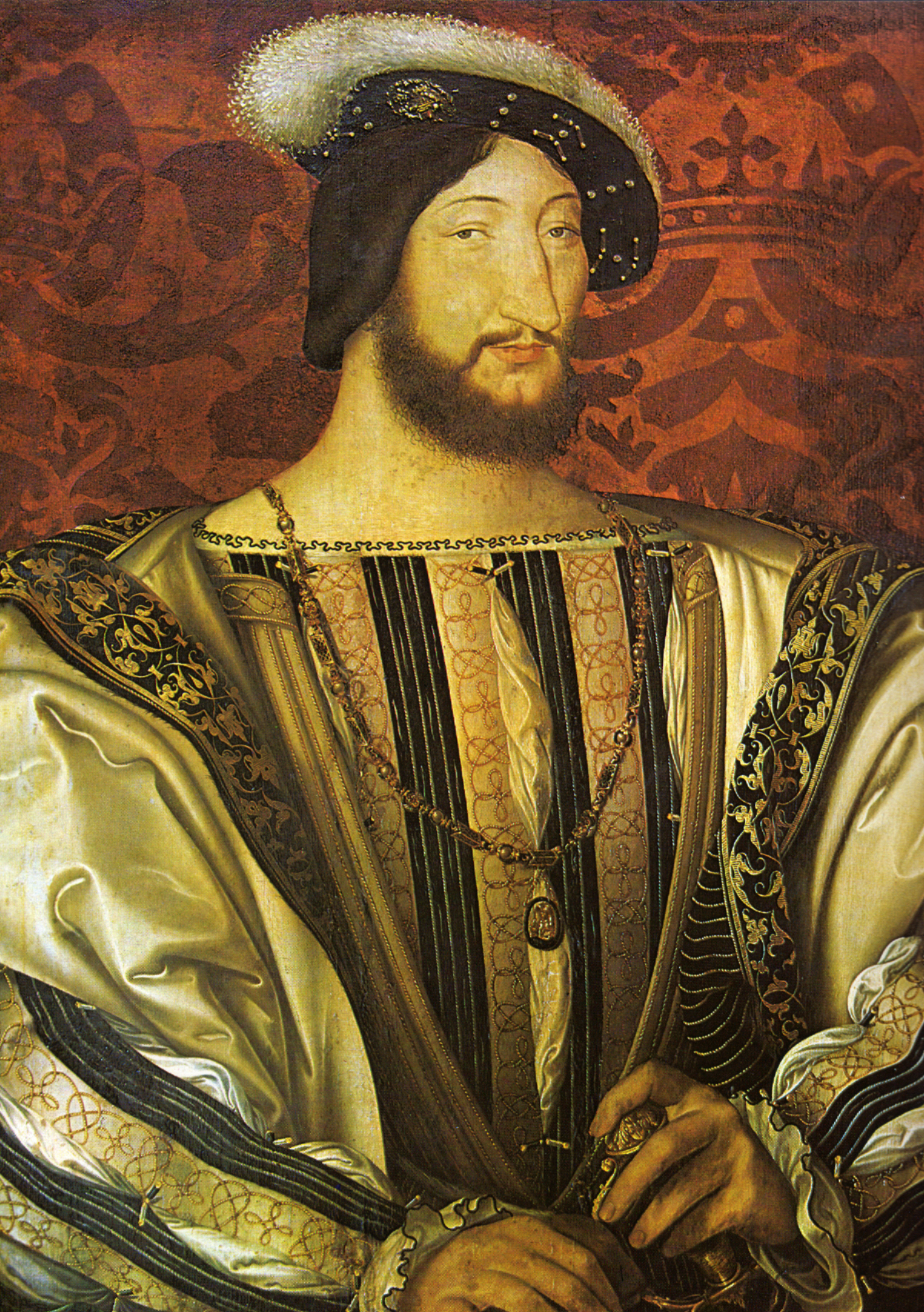
Francesco I ritratto da Jean Clouet, ca 1525

La riforma della chiesa non poteva essere attuata, agli occhi dei sostenitori del rinnovamento delle istituzioni religiose, dal clero stesso o soltanto da esso: non dal basso clero, giudicato troppo ignorante per un compito di tanta gravità, cui si riconosceva bensì l'insostituibile funzione di accompagnare, attraverso la somministrazione dei sacramenti e la celebrazione di riti opportuni, il trascorrere della vita dei credenti su questa terra, garantendone poi il felice approdo in un'altra; non dall'alto clero, o da gran parte di esso, per la sua costante assenza dalle diocesi - testimonianza di una sostanziale indifferenza ai bisogni della comunità - per la sua origine aristocratica e per i privilegi accumulati, che una reale riforma avrebbe finito per mettere in discussione.
Il Concordato con la Chiesa, siglato a Bologna il 18 agosto 1516 dalla posizione di forza ottenuta con la grande vittoria militare di Melegnano, a quel tempo Marignano, garantì a Francesco I il diritto di scegliere i vescovi della chiesa francese - tratti, come di consueto, dal ceto nobiliare e che il papa avrebbe dovuto confermare - i quali erano tenuti a giurare la propria fedeltà alla Corona: questa aveva ottenuto così di attenuare, se non di eliminare, tanto la tradizionale indipendenza gallicana delle gerarchie ecclesiastiche francesi quanto l'autorità del Parlamento e dell'Università di Parigi in materia teologica, stendendo al contempo una fitta rete di solidarietà di classe fra la nobiltà e la Corona contro le eventuali ingerenze di una potenza temporale, accresciuta da un pericoloso prestigio spirituale, quale era il Papato. Nello stesso tempo, ogni conflitto religioso diveniva un problema interno dello Stato francese: diversamente dalla Germania, priva del re, in cui la polemica luterana si connotava di accese valenze antipapali oltre che nazionalistiche, le rivendicazioni dei riformatori francesi si sarebbero dovute rivolgere non più al Papa ed alla Curia romana, ma direttamente al re.
L'Università, decisa a mantenere la propria indipendenza tanto dal re quanto dal vescovo di Roma, si trovò in grave imbarazzo quando dovette giudicare quelle tesi di Lutero che contestavano l'autorità del papa, tanto che nella risoluzione del 15 aprile 1521 condannava ben 104 proposizioni di Lutero senza tuttavia pronunciarsi sul problema del primato di Roma che altre tesi luterane contestavano. L'opposizione a ogni ipotesi di riforma, considerata un segnale di eresia ma sottintesa come minaccia alla propria autorità, fu un impegno costante della Facoltà di teologia di Parigi, seguita in questo, pur con qualche oscillazione, da Francesco I, interessato a sua volta a evitare ogni novità che potesse costituire una minaccia alla stabilità del suo regno.
L'avversione a ogni ipotesi riformista e in particolare alle posizioni luterane, che si concretizzò tragicamente a Parigi l'8 agosto 1521 con il rogo dell'agostiniano Jean Vallière, il primo riformato condannato a morte nella storia del protestantesimo, si manifestò con le condanne, il 30 aprile 1530, della tesi della necessità di conoscere le Scritture nella loro lingua originale, il 1º febbraio 1532, delle teorie di Étienne Le Court - strangolato e bruciato a Rouen l'11 dicembre 1533 - che rivendicavano la necessità di tradurre le Scritture in lingua francese e l'accesso delle donne ai ministeri ecclesiastici e con l'istruzione di un'inchiesta per eresia, nel marzo 1532, a carico di Gérard Roussel, un predicatore protetto dalla sorella del re, Margherita d'Angoulême. Quest'ultimo audace tentativo fu bloccato dall'intervento di Francesco I, ma la Facoltà di teologia volle ribadire i suoi diritti condannando in ottobre il poemetto di Margherita, il Miroir de l'âme pécheresse.

## L'adesione alla Riforma
Fu probabilmente l'illusione che il re simpatizzasse con le posizioni riformatrici della sorella Margherita, di Gérard Roussel e di Jacques Lefèvre d'Étaples, a spingere il neo-rettore dell'Università parigina, Nicolas Cop, amico di Calvino, ad auspicare, il 1º novembre 1533, nel suo discorso d'inaugurazione del nuovo anno accademico, la riforma della chiesa e a prospettare la dottrina, di famigerata origine luterana, della «giustificazione per sola fede». Lo scandalo fu enorme nell'Università e a corte; destituito dall'incarico il 19 novembre e convocato per giustificarsi dal Parlamento, Cop non si presentò e fuggì da Parigi. La circostanza che anche Calvino lasciasse la capitale in quei giorni, che egli fosse in possesso di una copia del discorso di Cop e la tardiva testimonianza di Teodoro di Beza, hanno fatto ritenere che il discorso fosse stato scritto da lui, un'ipotesi contestata da chi non rileva nella forma e nella sostanza del documento lo stile e il pensiero di Calvino, il quale, del resto, poche settimane dopo era nuovamente a Parigi, trasferendosi di qui, nel gennaio 1534, nella provincia della Saintonge, vicino Angoulême, presso un discepolo di Lefèvre d'Estaples, il canonico Louis du Tillet, rettore di Claix, uomo di non tranquilla fede cattolica e di posati studi teologici, come testimonia la sua ricca biblioteca.

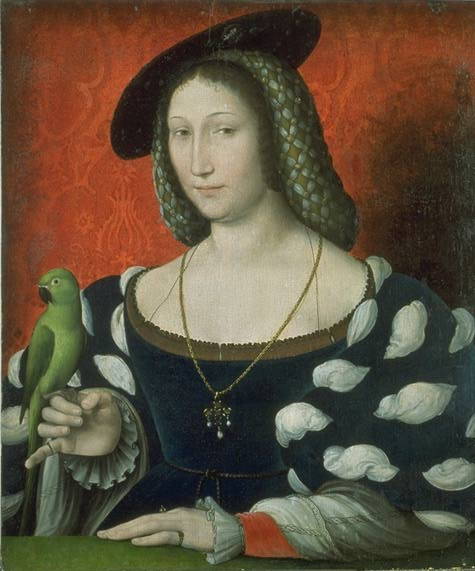
Margherita d'Angoulême ritratta da Jean Clouet, 1527

Qui Calvino scrisse, pubblicandola solo nel 1542, la Psychopannychia, confutazione dell'opinione di origine anabattista che l'anima, con la morte, si addormenti. L'opera è del tutto in linea con l'ortodossia del tempo e, da sé sola, non mostra alcuna adesione a idee riformate, tanto che uno storico cattolico del tempo afferma che in questi anni Calvino si conformava in tutto alla confessione cattolica. Ma probabilmente si trattava ormai di un atteggiamento esteriore di necessaria convenienza: in aprile Calvino era a Nérac, nella corte di Margherita d'Angoulême, luogo di ritrovo di intellettuali che, se non possono essere definiti luterani, erano anche distanti dall'ortodossia cattolica; poche settimane dopo andò a Noyon dove, il 4 maggio 1534, nel Capitolo della cattedrale, rinunciò ai benefici ecclesiastici di cui godeva.
A questa circostanza è legato un oscuro episodio: un editto di Noyon del 26 maggio 1534 attesta che un «Iean Cauvin dict Mudit» fu arrestato per aver disturbato in chiesa la cerimonia della festa della Trinità. Il cognome Cauvin si riscontrava frequentemente nella provincia e il soprannome Mudit non appare mai associato con Giovanni Calvino che, anni dopo, nel 1545, scrisse di «ringraziare Dio» di non essere mai stato in prigione: né sarebbe stato sconveniente, per un riformatore, confessare di aver patito il carcere per la propria fede.
Da Noyon sarebbe andato a Parigi, per avere un incontro con un medico spagnolo, l'«eretico» Michele Serveto, che tuttavia non si presentò; i due s'incontrarono vent'anni dopo, a Ginevra, in diverse e tragiche circostanze; da qui sarebbe andato ancora ad Orléans e a Poitiers.
Il 18 ottobre 1534 scoppiò in Francia lo scandalo dei placards (manifesti): in diversi luoghi della capitale, di altre città della Francia e persino nell'anticamera della stanza da letto di Francesco I, nel castello di Amboise, furono affissi manifesti che denunciavano l'eresia della messa cattolica: secondo Antoine Marcourt, l'ispiratore della clamorosa protesta, è una bestemmia e una profanazione ripetere il sacrificio di Cristo nella messa e pretendere che il suo corpo sia presente nell'ostia, perché egli fu in realtà crocefisso storicamente una volta sola e ora siede in cielo alla destra di Dio, come afferma l'autore della Lettera agli Ebrei.
La reazione delle istituzioni ecclesiastiche e dello stesso re fu violenta: mettere in discussione una tradizione ormai millenaria e radicata nelle coscienze, sembrava voler scalzare alle radici non solo tutta la confessione cattolica, i valori del sacerdozio e l'autorità papale, ma le basi stesse dello Stato che anche su quelle tradizioni trae giustificazione e appoggio. Nel gennaio 1535 il re e la corte invocarono il perdono divino con una penitente processione per le strade di Parigi, ma non trascurarono di accendere roghi e innalzare patiboli; in tutta la Francia furono decine le vittime della repressione e migliaia coloro che, già critici o dubbiosi, scelsero il silenzio o l'esilio. Fra questi ultimi fu Calvino che, preso il nome di Martinus Lucianus - anagramma di Caluinus - insieme con Louis du Tillet, passando per Strasburgo, prese la strada di Basilea.
Basilea era già una città riformata di lingua tedesca, rifugio di numerosi evangelici o dissidenti religiosi di diversi paesi europei, da Celio Secondo Curione a Elie Couraud, da Guglielmo Farel a Pierre Viret, da Giovanni Ecolampadio a Pierre Caroli, da Claude de Feray a Pierre Toussaint e a Erasmo, qui giunto nel maggio 1535 per morirvi l'anno dopo. Si dice che Calvino abbia revisionato la versione francese della Bibbia tradotta dall'Olivetano, stampata a Neuchâtel in quello stesso anno da Pierre de Vingle, il tipografo dei placards e che ne sia stato l'autore della prefazione, dove non interpreta, secondo la tradizione, il Vecchio Testamento come preparazione al messaggio del Nuovo, ma Vecchio e Nuovo Testamento come un'unica manifestazione della parola di Dio, rimanendo Cristo il centro della rivelazione.

## L'Istituzione della religione cristiana
Fu a Basilea che Calvino portò a termine, nell'agosto del 1535, la prima edizione di quella che resta la sua opera più significativa e una delle migliori, se non la migliore, per chiarezza e precisione di espressione, di tutta la Riforma: la Institutio christianae religionis. Scritta in latino e pubblicata nel marzo 1536 con una lettera di dedica a Francesco I, nella quale Calvino difende l'evangelismo dalle accuse dei suoi nemici, comprendeva soltanto sei capitoli; nel 1539 conobbe una seconda versione, pubblicata a Strasburgo, ampliata a diciassette capitoli, che conobbe una traduzione francese nel 1541, di mano dello stesso Calvino, e con diverse modifiche rispetto alla precedente. Una terza edizione latina, pubblicata ancora a Strasburgo nel 1543, raggiunse i ventun capitoli e conobbe una traduzione francese, comparsa a Ginevra nel 1545. Dopo aver cercato di dare una struttura più organica alla materia nell'edizione successiva del 1550 - dalla quale fu tratta la prima versione in lingua italiana, pubblicata a Ginevra nel 1557 - Calvino rifuse tutta la materia, pubblicando a Ginevra l'edizione definitiva nel 1559 e la traduzione francese nel 1560, così che l'opera si presenta ora divisa in quattro libri di ottanta capitoli complessivi.

### I libro: la conoscenza di Dio
Il I libro si apre con l'affermazione che «Quasi tutta la somma della nostra sapienza [...] si compone di due elementi e consiste nel fatto che conoscendo Dio ciascuno di noi conosca anche se stesso»: poiché dal sentimento della nostra limitatezza «siamo condotti a riconoscere che in Dio solamente c'è vera luce di saggezza, forza stabile, ricchezza di ogni bene, purezza di giustizia», deriva che «la conoscenza di noi stessi [...] non solo ci stimola a conoscere Dio, ma anzi deve guidarci, quasi per mano, a trovarlo» (I, 1, 1).
Stabilito come vi sia «un legame reciproco tra la conoscenza di Dio e quella di noi stessi e l'una sia in relazione con l'altra» (I, 1, 3), Calvino afferma che la conoscenza di Dio è innata: tutti gli uomini hanno «in sé, per naturale sentimento, una percezione della divinità» (I, 3, 1) anche quando questo «germe di religione» degeneri in idolatria. La religione non è dunque l'invenzione «di alcuni furbi per mettere la briglia al popolo semplice» anche se ammette che uomini «astuti e abili hanno inventato non poche corruzioni per attirare il popolino a forme di insensata devozione e per spaventarlo onde divenisse più malleabile» (I, 3, 2). Se «la sua essenza è incomprensibile e la sua maestà nascosta, ben lontano da tutti i nostri sensi», se pure Dio si manifesta tuttavia attraverso la creazione che è «un'esposizione o manifestazione delle realtà invisibili» (I, 5, 1), «sebbene la maestà invisibile di Dio sia manifestata in questo specchio, noi tuttavia non abbiamo gli occhi per contemplarla finché non siamo illuminati dalla rivelazione segreta dataci dall'alto» (I, 5, 13).

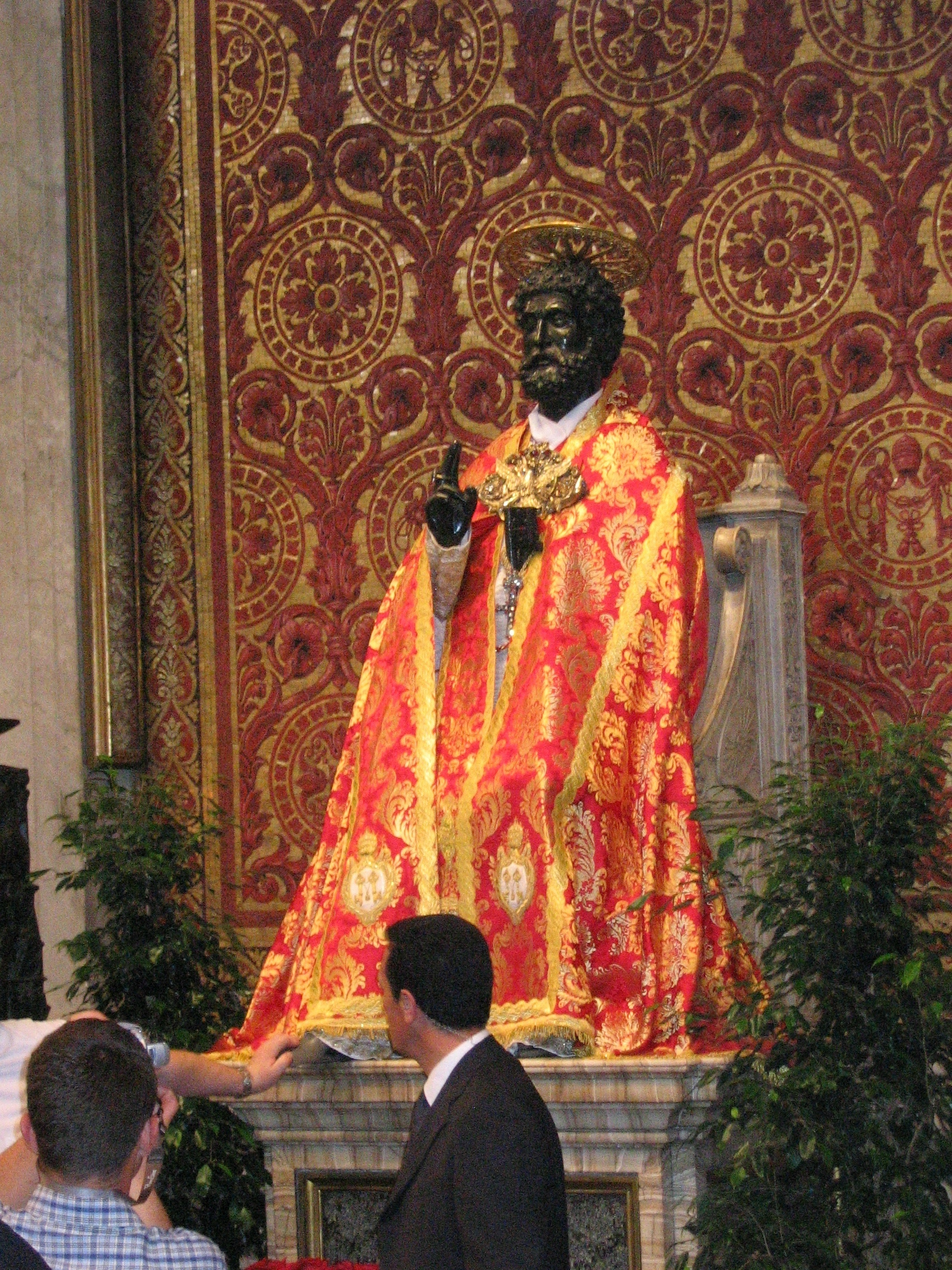
Calvino considerava una superstizione la venerazione dei santi e delle loro immagini

Si conosce Dio in modo retto solo attraverso la Scrittura, in quanto in essa viene conosciuto «non solo come creatore del mondo avente autorità e responsabilità su tutto ciò che accade, ma anche come redentore nella persona del nostro Signore Gesù Cristo» (I, 6, 1). Ma chi garantisce dell'autenticità della Scrittura, «che sia pervenuta sana e intera fino al nostro tempo? Chi ci persuaderà ad accettare un libro e respingerne un altro senza contraddizione?» (I, 7, 1). Non è la Chiesa ad avere «il diritto di giudizio sulla Scrittura, come se ci si dovesse attenere a quello che gli uomini hanno stabilito per sapere se è parola di Dio oppure no» perché questa, come afferma Paolo (Ef. 2, 20), è fondata sugli apostoli e sui profeti e dunque se «il fondamento della Chiesa è rappresentato dalla dottrina che ci hanno lasciata i profeti e gli apostoli, occorre che tale dottrina risulti certa prima che la Chiesa cominci ad esistere» (I, 7, 2). Solo Dio stesso è testimone di se stesso e la sua parola avrà fede negli uomini solo se «sarà suggellata dalla testimonianza interiore dello Spirito. È necessario dunque che lo stesso Spirito che ha parlato per bocca dei profeti entri nei nostri cuori e li tocchi dal vivo onde persuaderli che i profeti hanno fedelmente esposto quanto era loro comandato dall'alto» (I, 7, 4).
Calvino si oppone alla raffigurazione di Dio - «questa grossolana follia si è diffusa fra tutti gli uomini spingendoli a desiderare le immagini visibili per raffigurarsi Dio, infatti se ne sono costruite di legno, di pietra, d'oro, d'argento e di ogni materiale corruttibile» (I, 12, 1) – in quanto espressamente vietata nella Scrittura e già messa in ridicolo persino da antichi scrittori. Anche se papa Gregorio I sostenne che le immagini sono i libri dei semplici, «quello che gli uomini imparano su Dio attraverso le immagini è vano e anche illecito» (I, 12, 5): sarebbe sufficiente riflettere sul fatto che «le prostitute nei loro bordelli sono vestite più modestamente delle immagini della Vergine nei templi dei papisti. Ne più conveniente è l'acconciatura dei martiri» (I, 12, 7) e finire con l'adorare quelle immagini significa cadere nella superstizione.
Calvino ripropone la dottrina ortodossa della Trinità: Dio «si presenta quale solo Dio e si offre, per essere contemplato, distinto in tre persone» e «affinché nessuno immagini un Dio a tre teste o triplo nella sua essenza, oppure pensi che l'essenza semplice di Dio sia divisa e spartita» (I, 13, 2), chiarendo che per persona occorre intendere ipostasi o sussistenza, «una realtà presente nell'essenza di Dio, in relazione con le altre ma distinta per una proprietà incomunicabile; e questo termine presenza deve essere inteso in un senso diverso da essenza» (I, 13, 6). I termini Padre, Figlio e Spirito indicano una vera distinzione, non sono «appellativi diversi attribuiti a Dio semplicemente per definirlo in diversi modi; tuttavia dobbiamo ricordare che si tratta di una distinzione, non di una divisione» (I, 13, 17).

### II libro: la conoscenza di Cristo!
Trattato di Dio creatore, ora si tratta di Gesù Cristo, il Dio redentore della «nostra misera condizione, sopravvenuta per la caduta di Adamo» (II, 1, 1). Calvino nega valore alla teoria pelagiana «che insegna all'uomo ad aver fiducia in se stesso» (II, 1, 2) e che considera «inverosimile che i bambini nati da genitori credenti ne ricevano corruzione e li considerano invece purificati dalla purezza di questi». Per Calvino, come per Agostino, i genitori «genereranno figli colpevoli perché li generano dalla propria natura viziosa» ed essi possono essere santificati da Dio «non in virtù della loro natura» – resa perversa dal peccato originale e perciò incapaci di salvarsi da sé – «bensì della sua grazia» (II, 1, 7).
Dopo aver analizzato le definizioni di libero arbitrio portate da Cicerone fino a Tommaso d'Aquino, passando per Crisostomo e Bernardo di Chiaravalle, rileva come essi riconoscano «all'uomo il libero arbitrio non perché abbia libera scelta tra il bene e il male, ma perché fa quello che fa volontariamente e non per costrizione. Questo è esatto. È però ridicolo attribuire qualità sì grandiose ad una realtà così fatta. Bella libertà per l'uomo il non essere costretto a servire il peccato, ma di essergli schiavo volontariamente al punto che la sua volontà sia prigioniera dei suoi legami!» (II, 2, 7).
Sulla scorta di Agostino e di Lutero, sostiene che «la volontà dell'uomo non è libera senza lo Spirito di Dio, dato che è soggetta alle proprie concupiscenze» e che «l'uomo usando male il libero arbitrio, lo ha perduto ed ha perduto se stesso: il libero arbitrio è in cattività e non può operare il bene: non sarà libero fino a che la grazia di Dio lo abbia liberato» (II, 2, 8).
Se la salvezza dell'uomo è possibile solo attraverso Cristo, allora la Legge mosaica fu data per «mantenerne viva l'attesa». (II, 7, 1) e se il culto ebraico – fatto di sacrifici animali e «fumo puzzolente per riconciliarsi con Dio [...] appare un gioco sciocco e infantile» (II, 7, 2), occorre tenerne presente i simboli cui corrispondono verità spirituali. Tre sono i compiti della Legge morale: «mostrando la giustizia di Dio, la Legge fa prendere coscienza a ognuno della propria ingiustizia, convincendolo e condannandolo» (II, 7, 6) e facendo sorgere la coscienza del peccato. La seconda funzione «consiste nel ricorrere alle sanzioni per mettere un freno alla malvagità di quanti si curano di fare il bene solo quando siano costretti» (II, 7, 10), mentre la terza e principale «si esplica fra i credenti nel cui cuore già regna ed agisce lo spirito di Dio [...] per far loro sempre meglio e più sicuramente comprendere quale sia la volontà di Dio» (II, 7, 12). E tuttavia Gesù Cristo, venuto ad abolire la Legge fatta di precetti e «con la purificazione operata dalla sua morte [...] ha abolito tutte quelle pratiche esteriori con cui gli uomini si confessano debitori di Dio senza poter essere scaricati dei loro debiti» (II, 7, 17).
Esistono differenze tra il Vecchio e il Nuovo Testamento: quest'ultimo ha rivelato più chiaramente «la grazia della vita futura [...] senza ricorrere [...] a strumenti pedagogici inferiori» (II, 11, 1); il Vecchio Testamento «rappresentava la verità, ancora assente, mediante immagini; invece del corpo, aveva l'ombra (II, 11, 4), in esso vi è, come scrive Paolo nella Seconda lettera ai Corinzi, «dottrina letterale, predicazione di morte e di condanna scritta su tavole di pietra; l'Evangelo invece dottrina spirituale di vita e di giustizia scolpita nei cuori; afferma inoltre che la Legge deve essere abolita e che l'Evangelo permane» (II, 11, 7). L'Antico Testamento «genera timore e terrore nel cuore degli uomini; il Nuovo, [...] li conferma nella sicurezza e nella fiducia (II, 11, 9).
«Colui che doveva essere il nostro mediatore doveva necessariamente essere vero Dio e vero uomo». Non potendo l'uomo salire a Dio, egli discese verso l'uomo in modo che «la sua divinità e la natura umana fossero unite insieme, altrimenti non vi sarebbe stata unità sufficiente né affinità bastante per farci sperare che Dio abitasse con noi» (II, 12, 1). La riconciliazione dell'uomo con Dio, realizzando «un'obbedienza tale da soddisfare il giudizio di Dio» fu possibile proprio perché «Gesù è apparso in veste di Adamo, ne ha preso il nome mettendosi al suo posto al fine di obbedire al Padre, presentare il proprio corpo quale prezzo di soddisfazione del suo giusto giudizio e sopportare la pena che noi avevamo meritata nella carne in cui la colpa era stata commessa» (II, 12, 3).

### III libro: lo Spirito Santo
Per ottenere i benefici del sacrificio di Cristo occorre che egli «diventi nostro ed abiti in noi» mediante la fede in lui, ottenuta dall'intervento dello Spirito Santo, che «costituisce il legame mediante il quale il figlio di Dio ci unisce a sé con efficacia» (III, 1, 1) La fede non può essere che la conoscenza di Dio tratta dalla Scrittura ma se intimamente non se ne ha «certezza assoluta, l'autorità della Parola è ben debole, o del tutto nulla» (III, 2 6). Pertanto, la fede è «una conoscenza stabile e certa della buona volontà di Dio nei nostri confronti, conoscenza fondata sulla promessa gratuita data in Gesù Cristo, rivelata al nostro intendimento e suggellata nel nostro cuore dallo Spirito Santo» (III, 2 7).
Citando la Lettera ai Romani di Paolo, Calvino sostiene che «Dio, senza riguardo ad alcuna opera, sceglie coloro che ha decretato in sé [...] non otteniamo la salvezza, se non per la pura liberalità di Dio [...] e non è per dare una ricompensa, che non può essere dovuta» (III, 21, 1). La predestinazione alla salvezza, secondo Calvino, è divenuto un problema unicamente a causa dell'«audacia e della presunzione» della mente umana, desiderosa «di non lasciare a Dio nulla di segreto, di inesplorato o di non esaminato [...] è assurdo che le cose le quali Dio ha voluto tener nascoste e di cui si è serbata la conoscenza, siano impunemente valutate dagli uomini [...] i segreti della sua volontà, che ha pensato fosse opportuno comunicarci, ce li ha manifestati nella sua parola e ha ritenuto opportuno farci conoscere tutto quel che ci concerne e ci giova» (III, 21, 1).
Calvino crede nella predestinazione, «per mezzo della quale Dio ha assegnato gli uni a salvezza e gli altri a condanna eterna» (III, 21, 5); ma non possiamo stabilire chi sia salvato e chi dannato, se non coloro «a cui Dio non solo offre la salvezza, ma dà anche una certezza tale, per cui la realtà non può essere incerta né dubbia [...] nell'adozione della discendenza di Abramo è apparso chiaramente il favore generoso di Dio, che egli ha negato a tutti gli altri; ma la grazia accordata ai membri di Gesù Cristo ha ben altra preminenza di dignità, poiché essendo uniti al loro capo, non sono mai tagliati fuori dalla loro salvezza» (III, 21, 6).

### IV libro: la Chiesa
Affinché «la fede sia generata in noi, cresca e progredisca» e continui la predicazione dell'Evangelo, Dio ha istituito la Chiesa, i pastori, i dottori e i sacramenti, «strumenti particolarmente utili ad alimentare e confermare la nostra fede» (IV, 1, 1): fuori dalla Chiesa, secondo Calvino, «non si può sperare di ottenere remissione dei peccati o salvezza alcuna» (IV, 1, 4).
Vi è una Chiesa invisibile, nel senso che è formata dalla comunità degli eletti, che sono noti solo a Dio, e una Chiesa visibile, la concreta e storica comunità dei credenti, nella quale, oltre ai buoni, vi sono però anche gli ipocriti «che non hanno nulla di Gesù Cristo fuorché il nome e l'apparenza, ambiziosi gli uni, avari gli altri, maldicenti alcuni, dissoluti altri, tollerati per un certo tempo sia perché non si possono convertire con provvedimenti giuridici, sia perché la disciplina non è sempre esercitata con la fermezza che sarebbe richiesta» (IV, 1, 7). Non tutte le Chiese, che pure tali si definiscono, possono essere considerate autentiche: il criterio per riconoscere l'autentica Chiesa visibile è riscontrare se in essa «la Parola di Dio essere predicata con purezza, ed ascoltata, i sacramenti essere amministrati secondo l'istituzione di Cristo» (IV, 1, 9).
Essa viene retta preminentemente dagli apostoli, dai profeti e dagli evangelisti, alle origini, «quantunque a volte ne susciti ancora oggi quando se ne presenta la necessità», e poi dai pastori e dai dottori, secondo quanto scrive Paolo nella lettera agli Efesini. Di dottori e pastori la Chiesa non può fare a meno: «i dottori non hanno incarico disciplinare, né di amministrazione dei sacramenti, né di fare esortazioni o ammonizioni, ma solo di esporre la Scrittura affinché sia sempre conservata nella Chiesa una dottrina pura e sana. La carica di pastore invece comprende tutte queste mansioni» (IV, 3, 4).

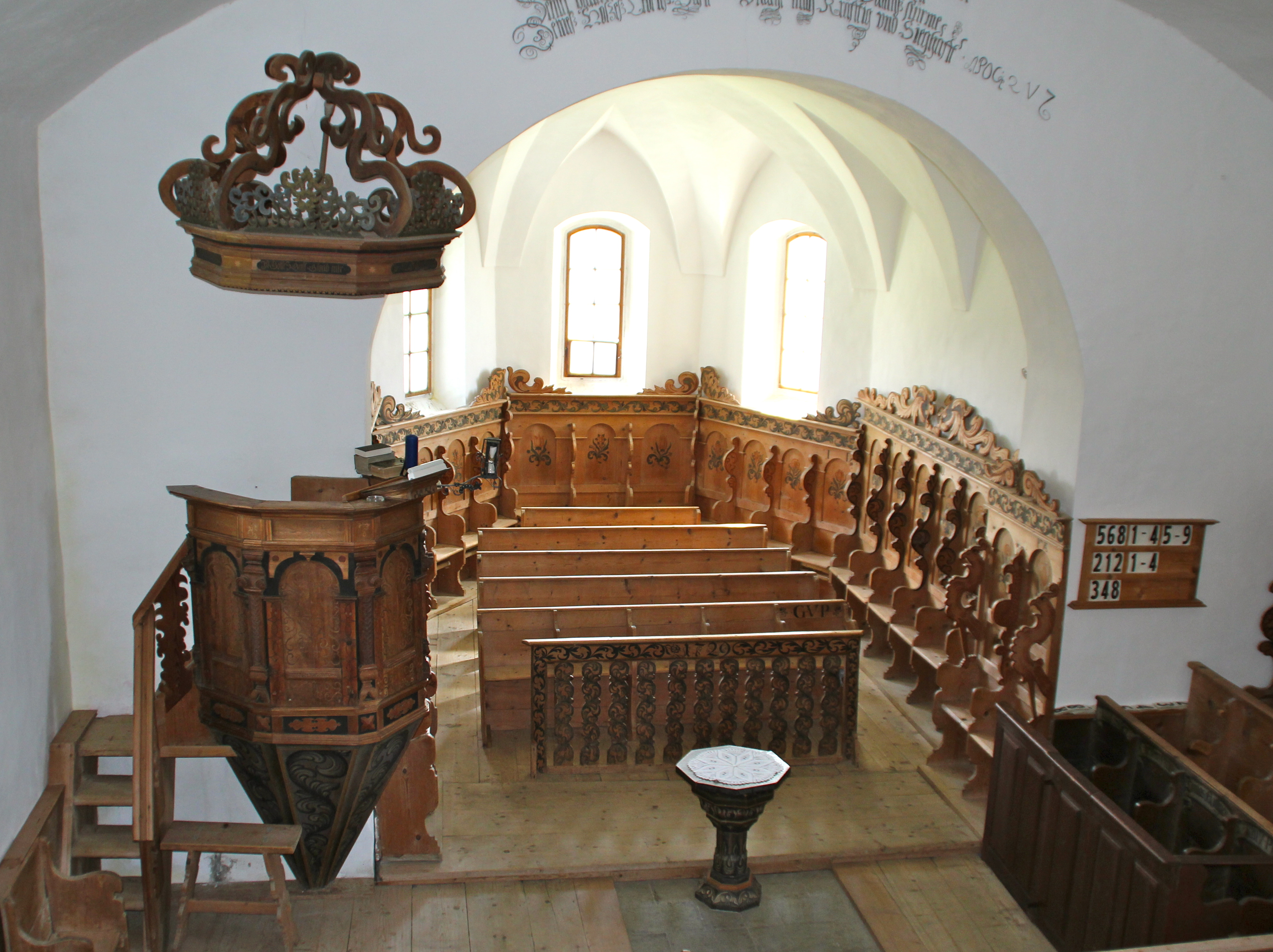
Interno della chiesa riformata di Mathon, in Svizzera. Le chiese calviniste sono rinomate per il fatto di essere semplici e prive di decorazioni.

Calvino polemizza con la Chiesa cattolica, accusandola di aver istituito articoli di fede in contrasto con le Scritture: i cattolici inventano «seguendo la loro fantasia e senza alcun riguardo per la parola di Dio, le dottrine che a loro piace [...] non considerano cristiano se non chi vive in pieno accordo con tutte le loro decisioni [...] il loro principio fondamentale è che spetti all'autorità della Chiesa creare nuovi articoli di fede» (IV, 8, 10). Essi sostengono che la Chiesa non può errare perché, essendo retta dallo Spirito Santo, può camminare sicura anche senza la Parola: questo è il punto di dissenso rilevato da Calvino. Essi «attribuiscono autorità alla Chiesa all'infuori della Parola; noi, al contrario, congiungiamo l'una e l'altra in modo inscindibile» (IV, 8, 13).
Definito sacramento «un segno esteriore mediante cui Dio suggella nella coscienza nostra le promesse della sua volontà di bene nei nostri riguardi, per fortificare la debolezza della nostra fede, e mediante il quale, dal canto nostro, rendiamo testimonianza, sia dinanzi a lui e agli angeli, sia davanti agli uomini, che lo consideriamo nostro Dio» (IV, 14, 1), Calvino sottolinea che essi non hanno in sé stessi la facoltà di confermare e accrescere la fede, se non quando «il maestro interiore delle anime, lo Spirito, vi aggiunge la sua potenza, la sola in grado di raggiungere i cuori e toccare i sentimenti per dare accesso ai sacramenti. In assenza dello Spirito, essi non sono in grado di recare allo spirito più di quanto dia la luce del sole ad un cieco e una voce alle orecchie di un sordo» (IV, 14, 9). Calvino rifiuta i cinque sacramenti dell'ordine sacro, della penitenza, della cresima, del matrimonio e dell'unzione degli infermi, che non ravvisa essere stati istituiti nell'Evangelo ma solo dalla Chiesa medievale, mantenendo il battesimo, che «ci attesta che siano lavati» e la santa cena, che «ci attesta che siano riscattati» (IV, 14, 22).
In polemica con gli anabattisti, Calvino sostiene la validità del battesimo dei bambini. Segno mediante cui ci si dichiara membri del popolo di Dio, esso è l'equivalente della circoncisione ebraica: «se fosse sottratta a noi la testimonianza che gli Ebrei ebbero riguardo ai loro figli, la venuta di Cristo avrebbe avuto come risultato che la misericordia di Dio sarebbe meno evidente per noi di quanto lo fu per gli Ebrei» (IV, 16, 6). D'altra parte Calvino nega che la mancanza di battesimo comporti l'esclusione di per sé dalla vita eterna.
Nella Cena eucaristica il pane e il vino «rappresentano il nutrimento spirituale che riceviamo dal corpo e dal sangue di Gesù Cristo [...] affinché saziati della sua sostanza riceviamo di giorno in giorno nuovo vigore fino a giungere all'immortalità celeste» (IV, 17, 1). Calvino afferma che Cristo nella Cena, sotto i segni del pane e del vino, ci ha offerto realmente se stesso, cioè «il suo corpo e il suo sangue, nei quali ha adempiuto ogni giustizia per procurarci salvezza: e questo accade in primo luogo affinché siamo uniti in un corpo con lui; in secondo luogo affinché, resi partecipi della sua sostanza, percepiamo la sua potenza, avendo comunione a tutti i suoi benefici» (IV, 17, 10).
Qui occorre però chiarire che Calvino non intende sostanza alla maniera cattolica, nel senso del realismo aristotelico-tomista, ma in modo nominalista, ovvero come una volutamente indefinita "presenza dinamica efficace". A sostegno di ciò, descrive il sacramento come costituito da tre elementi: il suo significato, cioè la promessa indicata nel segno del sacramento stesso, la materia, ossia la morte e la resurrezione di Cristo, e l'efficacia, ovvero i benefici di accrescimento della fede che il credente riceve. In questo senso, «nella Cena, sotto i segni del pane e del vino, ci ha offerto realmente Gesù Cristo, cioè il suo corpo e il suo sangue, nei quali ha adempiuto ogni giustizia per procurarci salvezza» (IV, 17, 11).
Calvino si scaglia contro una concezione materialistica di tale presenza, «quasi il corpo di Cristo scendesse sul tavolo e fosse qui localizzato per essere toccato dalle mani, masticato in bocca e inghiottito nello stomaco. Fu papa Nicola a dettare questa bella formula a Berengario come attestato del suo pentimento. Sono parole di tale enormità da lasciare stupefatti» (IV, 17, 12).
In realtà, la teologia cattolica tradizionale non sosteneva affatto che Gesù Cristo fosse rinchiuso nel pane e nel vino in forma locale o materiale, ma che il corpo e sangue di Cristo si sostituissero alla sostanza del pane e del vino, pur conservandone l'apparenza materiale (le specie, cioè gli accidenti). In questo modo, in realtà, ciò che apparirebbe come pane non sarebbe più pane, ma il corpo di Cristo sotto l'apparenza di pane.
Calvino, sulla linea di Zwingli e distaccandosi in parte da Lutero, rifiuta questa dottrina della transustanziazione: «Qualunque siano i termini inventati per mascherare le loro false dottrine e renderle accettabili, si ritorna pur sempre a questo punto: ciò che era pane diventa Cristo, in modo tale che, dopo la consacrazione, la sostanza di Gesù Cristo è nascosta sotto forma di pane. E questo non hanno vergogna di dirlo in modo esplicito e chiaro» (IV, 17, 13).
Per sostenere tale dottrina «i papisti combattono oggi con impegno maggiore che per tutti gli altri articoli della fede [...] il pane si è mutato nel corpo di Cristo non nel senso che il pane si è fatto corpo, ma nel senso che Gesù Cristo, per nascondersi sotto le specie del pane, annulla la sostanza di quello. Stupisce che siano caduti in tanta ignoranza, per non dire stupidità, osando contraddire, per sostenere tale mostruosità, non solo la Sacra Scrittura, ma anche ciò che era sempre stato creduto dalla Chiesa antica» (IV, 17, 14).

## A Ginevra
Nel marzo 1536 Calvino lasciò Basilea per l'Italia, raggiungendo, sotto falso nome, Ferrara, dove la figlia di Luigi XII, Renata di Francia, moglie del duca Ercole II d'Este, ha segretamente aderito alla Riforma e riunisce presso di sé un cenacolo di evangelici, tra i quali il poeta francese Clément Marot. Non si hanno notizie precise sull'attività di Calvino: si pensa che egli intendesse ottenere dalla duchessa appoggi per lo sviluppo della Riforma in Francia, che ella tuttavia ben difficilmente era in condizione di dare. In breve Calvino lasciò la corte e Renata, con la quale si mantenne però in corrispondenza. Soggiornò probabilmente a Aosta, da cui sarebbe stato cacciato, e da cui, grazie all'aiuto di alcuni simpatizzanti locali, fuggì in Svizzera attraverso la Fenêtre de Durand: in memoria di questo evento fu eretta nel 1541 la Croce di Calvino. Fece quindi ritorno in Francia, dal momento che l'editto di Coucy, del 16 luglio 1535, consentiva agli esuli per motivi religiosi di rientrare in Francia purché si convertissero entro il termine di sei mesi. È documentata la sua procura, pubblicata il 2 giugno 1536, con la quale autorizzava il fratello Antoine a occuparsi dei beni posseduti a Noyon. Il 15 luglio Calvino lasciò la Francia per Strasburgo ma, pur di evitare gli eserciti francesi e imperiali operanti lungo la strada, decise di allungare il viaggio passando per Ginevra.

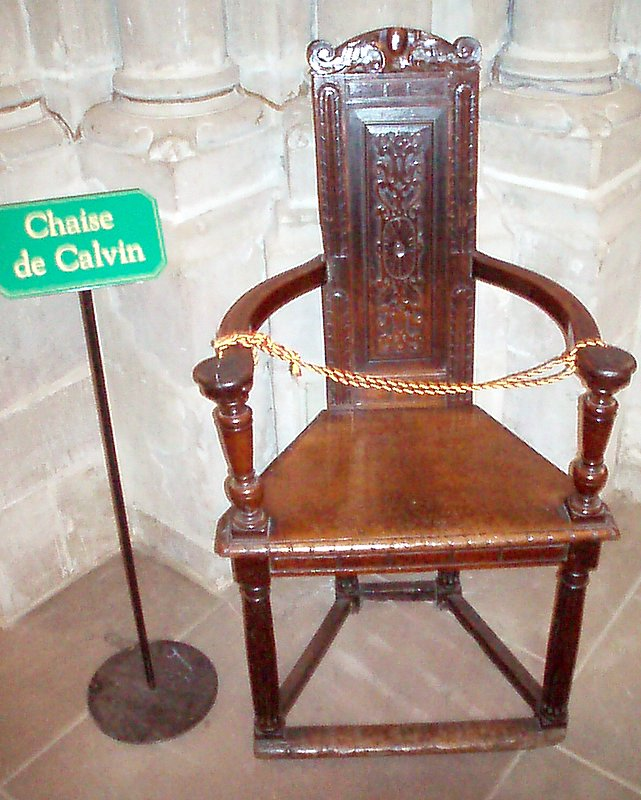
Sedia di Giovanni Calvino conservata nella Cattedrale di Ginevra

Fin dal XIII secolo la casa di Savoia esercitava una pesante egemonia sulla città, formalmente retta da un principe-vescovo. Dal 1449 il duca Amedeo VIII - eletto papa col nome di Felice V dal Concilio di Basilea - si arrogò il diritto di nominare il vescovo della diocesi ginevrina. Alleato del duca di Borgogna nella guerra contro gli Svizzeri e sconfitto da questi nel 1475, il vescovo Giovanni Luigi di Savoia rovesciò l'alleanza, il 14 novembre 1477, federandosi fino al 1482 con le città di Berna e di Friburgo. Di fronte alle minacce di annessione da parte della confinante Savoia, nel 1519 la comunità dei cittadini stipulò un nuovo trattato di federazione (combourgeoisie) con Friburgo, provocando la reazione del vescovo Giovanni di Savoia che fece giustiziare il capo degli Eighenotti (filo-svizzeri), Philibert Berthelier. La lotta fra Mammelucchi (mammelus) - così erano chiamati i filo-savoiardi - e gli eidguenots, si concluse a favore di questi ultimi con la sigla, il 25 febbraio 1526, di un patto federativo di Ginevra con Friburgo e Berna.
I residenti nella città erano distinti in tre categorie: cittadini (citoyens), borghesi (bourgeois) e abitanti (habitants). I primi godevano di tutti i diritti civili; ai secondi, in virtù del loro reddito sufficientemente elevato, era solo esclusa la possibilità di far parte del governo, mentre i terzi, pur autorizzati a risiedere a tempo indeterminato, non avevano né diritto di voto né di assumere qualsiasi carica pubblica: avevano però la possibilità di divenire pastori - e questo sarà il caso di Calvino - e anche di insegnare pubblicamente. L'assemblea di tutti i cittadini di Ginevra formava il Consiglio Generale che eleggeva un'assemblea più ristretta, il Consiglio dei Duecento, espressione del potere legislativo, il quale a sua volta eleggeva annualmente i quattro sindaci – il primo dei quali è il capo del governo - i quali nominavano venti membri che, insieme con loro, formavano il governo o Piccolo Consiglio, che si occupava degli affari interni, della giustizia, della difesa, della sanità, dell'istruzione, dei lavori pubblici e delle finanze. Il Piccolo Consiglio nominava anche i membri del Consiglio dei Sessanta, le cui funzioni sono poco chiare: probabilmente si trattava di un organo consultivo.
Le idee luterane erano già ben note, portate da mercanti tedeschi e da predicatori, tra i quali spicca Guglielmo Farel. Dopo che, il 10 agosto 1535, il Consiglio dei Duecento sospese la celebrazione della messa, il 22 agosto il vescovo Pierre de la Baume lasciò Ginevra per trasferirsi con tutta la corte a Gex e il Consiglio lo dichiarò decaduto di fatto, sostituendosi ad esso, il 26 novembre, nella prerogativa di battere moneta e adottando ufficialmente la Riforma il 25 maggio 1536, attraverso la risoluzione formulata dal Consiglio Generale dei cittadini ginevrini di «vivere secondo la legge dell'Evangelo e della parola di Dio e di abolire tutti gli abusi papali».
Persuaso da Farel a rimanere a Ginevra, in ottobre Calvino si fece notare in una disputa pubblica fra cattolici e protestanti tenuta a Losanna, impressionando per l'erudizione e la capacità di citare a memoria; per dare un'organizzazione alla Riforma il 10 novembre 1536 presentò al Piccolo Consiglio la Confessione di fede che tutti i cittadini e i residenti a Ginevra avrebbero dovuto sottoscrivere: il Consiglio approvò l'iniziativa e lo nominò predicatore e pastore della città. Il 16 gennaio 1537 i pastori di Ginevra presentarono al Piccolo Consiglio gli Articoli sul governo della Chiesa, che intendevano regolamentare la nuova chiesa riformata: vi si prevede, tra l'altro, la celebrazione mensile della "Cena del Signore", l'ascolto dei sermoni, il canto dei salmi, l'obbligo dell'istruzione religiosa dei giovani e l'istituzione di un tribunale ecclesiastico autorizzato a comminare la scomunica - che consisteva nell'esclusione dalla Cena del Signore - a chi tenesse un comportamento immorale o indisciplinato. Quest'ultima disposizione, che metteva in discussione l'autorità della magistrati civili, fu rifiutata dal Consiglio. L'anno dopo venivano eletti nuovi sindaci, decisamente ostili alle novità che Calvino e Farel volevano introdurre: l'impossibilità di giungere a un accordo provocò, il 23 aprile 1538, l'espulsione dei due riformatori da Ginevra.

## A Strasburgo
Mentre Farel va a Neuchâtel, Calvino fa ritorno a Basilea, contando di riprendere la consuetudine di una vita dedicata allo studio. La riflessione sulla negativa esperienza ginevrina lo portò a riconoscere di aver commesso degli errori e gli fecero per qualche tempo dubitare della sua reale vocazione pastorale. Fu per rimettersi alla prova e, probabilmente, per dimostrare a sé e agli altri di essere nuovamente pronto a riprendere l'attività pastorale che, dopo una lunga esitazione, gli fecero accettare in settembre l'invito proveniente da Strasburgo. Qui ottiene l'incarico di pastore della comunità francese e d'insegnante di esegesi biblica all'Accademia, e pubblica la seconda edizione della sua Istituzione.

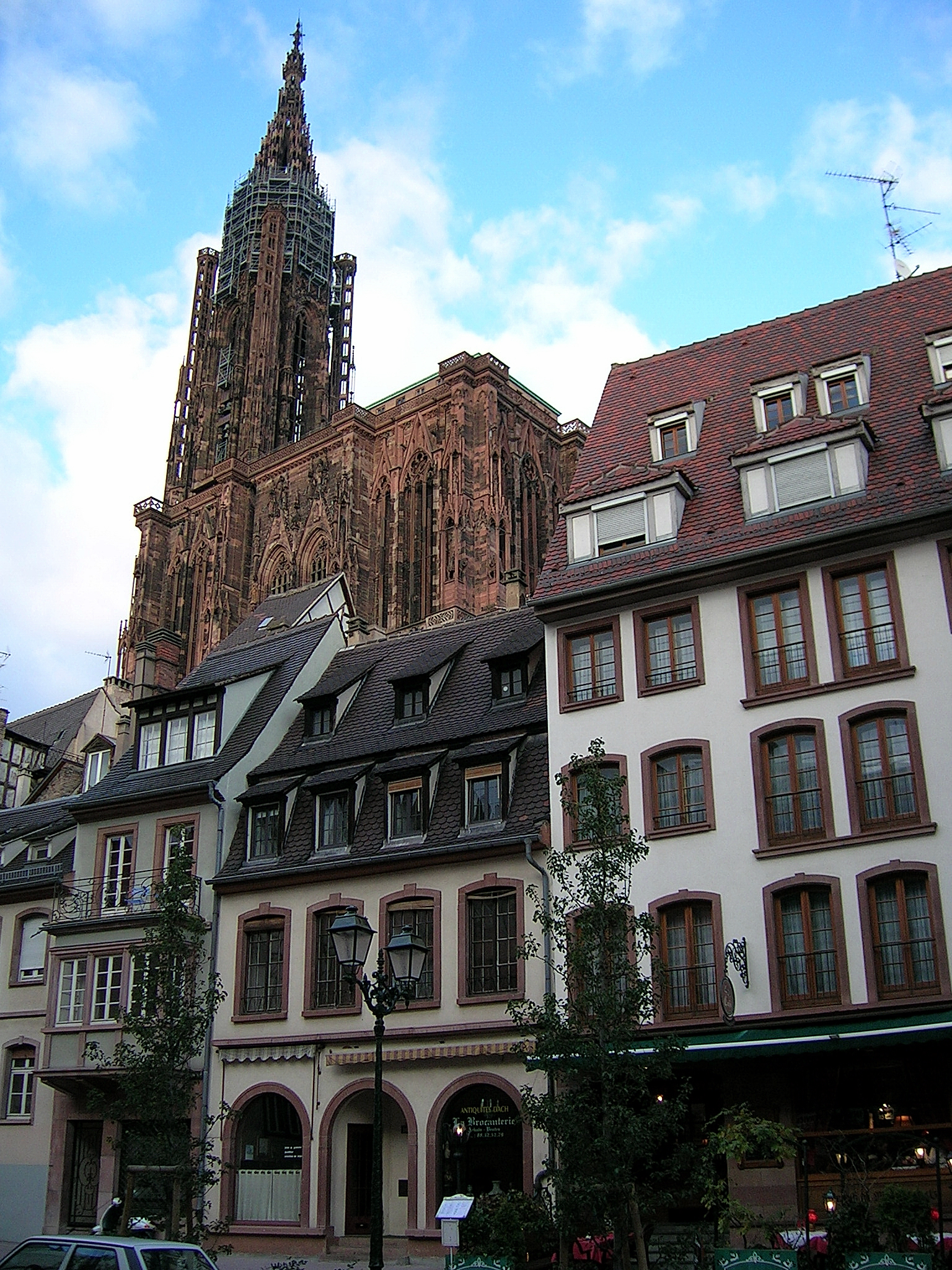
Strasburgo

A Strasburgo, libera città imperiale di lingua tedesca, il prete cattolico Mathias Zell, sostenuto dal Consiglio cittadino, aveva aderito alla Riforma protestante di matrice luterana, eliminando il latino dalla liturgia, introducendo la comunione in utroque specie, si era sposato nel 1523 con Catherine Schûtz e aveva abolito la messa nel 1529. Nella città alsaziana si erano così stabiliti, oltre a migliaia di luterani, anabattisti, «libertini spirituali», antitrinitari come Michele Serveto, e dissidenti vari, provenienti soprattutto dalla Francia e dalla Germania, diversi teologi protestanti, come Volfango Capitone, Johannes Sturm, il fondatore della locale Accademia, e soprattutto Martin Bucero, che introdusse ulteriori provvedimenti che Calvino e Farel avrebbero voluto adottare a Ginevra, come l'ammissione alla Cena dei soli credenti, il canto dei salmi durante la funzione, l'istruzione catechistica obbligatoria per i giovani.
Sono anche gli anni in cui i riformatori delle diverse città europee cercano di pervenire a confessioni comuni e ben definite, mentre anche i cattolici meno intransigenti tentano di dialogare con i protestanti: fra i più attivi sono i cardinali Reginald Pole, Gaspare Contarini e Jacopo Sadoleto. Quest'ultimo aveva già avuto nel 1537 un contatto epistolare con Filippo Melantone, il più disponibile al dialogo fra i teologi protestanti, e aveva contribuito nel 1538 alla stesura del Consilium de emendanda ecclesia, una relazione per la Curia cattolica che doveva essere mantenuta segreta ma che finì per circolare e fu respinta sia dai cattolici che dai protestanti. Tentò ancora, senza esito, inviando una lettera ai prìncipi tedeschi nella quale si dichiarava convinto che la Riforma luterana, errata nella sostanza, poneva anche alcune giuste rivendicazioni - in ordine alla corruzione e agli abusi del clero - che si sarebbero potute comporre in un prossimo Concilio.
Il 18 marzo 1539, in una elegante e suadente lettera pubblica ai magistrati di Ginevra, il cardinale italiano, vescovo di Carpentras, ripropone i medesimi temi: ribadisce che la Riforma, come viene prospettata, è un grave errore, e mette in pericolo la salvezza dell'anima di chi vi aderisce e «se i nostri costumi vi hanno più volte scandalizzato, se per colpa di pochi quello splendore della Chiesa, che avrebbe dovuto essere perenne e incontaminato, a volte è rimasto offuscato, ciò non deve scoraggiare i vostri animi e trascinarli dalla parte opposta». Agli occhi del Piccolo Consiglio ginevrino, il problema posto da Sadoleto non è soltanto teologico, ma soprattutto politico: occorre infatti giustificare le scelte riformate, compiute per tutelare la propria indipendenza, sottraendosi alla tutela del vescovo e alle mire egemoniche dei Savoia, ma per argomentare una risposta convincente ed esaustiva è necessario l'intervento di un esperto teologo che sappia, nello stesso tempo, ribadire la scelta della Riforma in termine di adesione al cristianesimo di una libera comunità civile. Da Berna giunge il consiglio di rivolgersi a Calvino che, sollecitato da Farel e Bucero, risponde pubblicamente al Sadoleto il 1º settembre 1539.

### La lettera a Jacopo Sadoleto
Il cardinale aveva esordito sostenendo che «alcune persone astute», quasi cercassero onori e potenza, utilizzando una falsa dottrina, avevano diffuso tra i cittadini ginevrini la discordia, sviandoli «dal solco tracciato dai loro padri e antenati e allontanandolo dagli infallibili decreti della Chiesa cattolica» e compromettendo la salvezza della loro anima. Essendo «la sventura più grave e funesta» la perdita della propria anima, occorre «valutare con cura come riuscire a guadagnare la vita eterna [...] in una situazione in cui timori e pericoli siano ridotti e invece maggiori le speranze e le certezze».

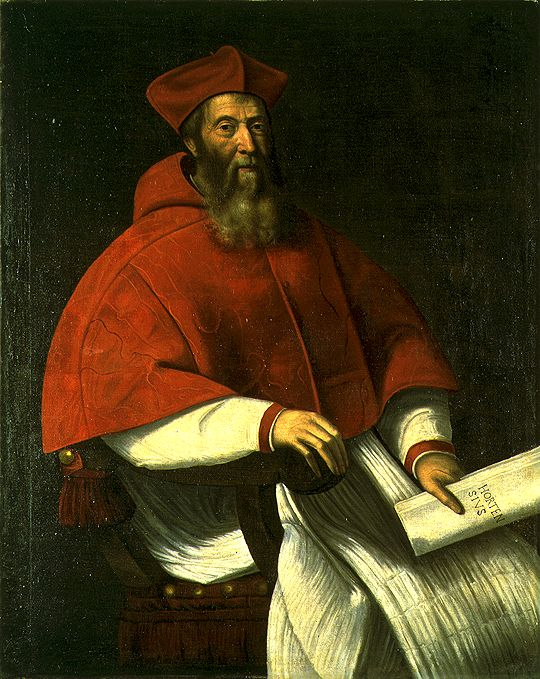
Il cardinale Jacopo Sadoleto

Secondo Sadoleto, il problema sta nel comprendere se sia più giovevole «credere e seguire ciò che in tutto il mondo la Chiesa cattolica approva, con generale consenso, da più di millecinquecento anni [...] oppure le innovazioni introdotte in questi ultimi venticinque anni [...] contro l'indiscussa autorità della Chiesa». Ribadita la sua fede nella vera presenza di Cristo nell'Eucaristia, nella confessione e nelle indulgenze, Sadoleto immagina che le anime di un cattolico e di uno «scismatico» si presentino innanzi a Dio per essere giudicate: il cattolico dirà che «avendo ricevuto l'istruzione religiosa dai miei genitori [...] feci in modo di rendermi a te approvato in quella stessa fede che la Chiesa cattolica custodisce», senza dar credito a nuove dottrine, pur riprovando il comportamento di molti prelati. Lo scismatico risponderà invece di essersi lasciato trascinare dall'ira per la corruzione e la ricchezza del clero, e di aver, per questo, disprezzato «quelle norme ecclesiastiche per tanti secoli accettate e rispettate», di aver cercato di sottrarsi al «giogo tirannico della Chiesa» credendo che «la sola fede in Te, e non anche le buone opere» procuri la salvezza e di esser stato «autore di grandi sedizioni e scismi».
La conclusione del cardinale è che «chi è rimasto fedele alla Chiesa cattolica non sarà giudicato di alcun errore [...] perché quand'anche la Chiesa errasse [...] nessuno sbaglio può essere imputato a chi abbia seguito la fede e l'autorità dei suoi antenati con animo sincero e rispettoso nei riguardi di Dio». Nelle argomentazioni di Sadoleto «è il tepore rassicurante della casa 'cattolica' in cui si è nati e vissuti, ed a cui si resta legati, malgrado tutto, è il piccolo mondo contadino della diocesi di Carpentras, fatto di paternalismo bonario e di semplicità, in cui i dotti insegnano e i semplici obbediscono; un mondo di valori sicuri, di equilibri rassicuranti, di progressiva e mediata evoluzione».
Calvino coglie, nella sua risposta, l'intento e la sostanza delle argomentazioni di Sadoleto: «ricondurre i ginevrini sotto l'autorità papale. Questo, secondo la tua definizione, sarebbe un rientrare nella fede e nell'ubbidienza della Chiesa» e respinge come «ignobile» l'insinuazione che «l'unica motivazione del nostro agire sia stata l'ambizione e la cupidigia». I riformatori non hanno ottenuto onori e ricchezze denunciando «come ladri quei pastori o quei vescovi che si servono a proprio vantaggio dei beni della Chiesa [...] abbiamo insegnato che non è bene che essi vivano nell'abbondanza [...] abbiamo dimostrato che è necessario scegliere persone autorevoli, fidate, cui affidare le gestione dei beni ecclesiastici».
Considera «priva di fondamento» teologico e «di valore e di interesse» l'esortazione del cardinale «a ricercare la via celeste [...] senza spendere neppure una parola» sulla necessità di «santificare il nome di Dio» che è il primo compito del cristiano: solo dopo, e in virtù di questa, è possibile sperare nella beatitudine eterna. E occorre anche stabilire quale sia la forma autentica e legittima dell'onore e del culto da tributare a Dio.

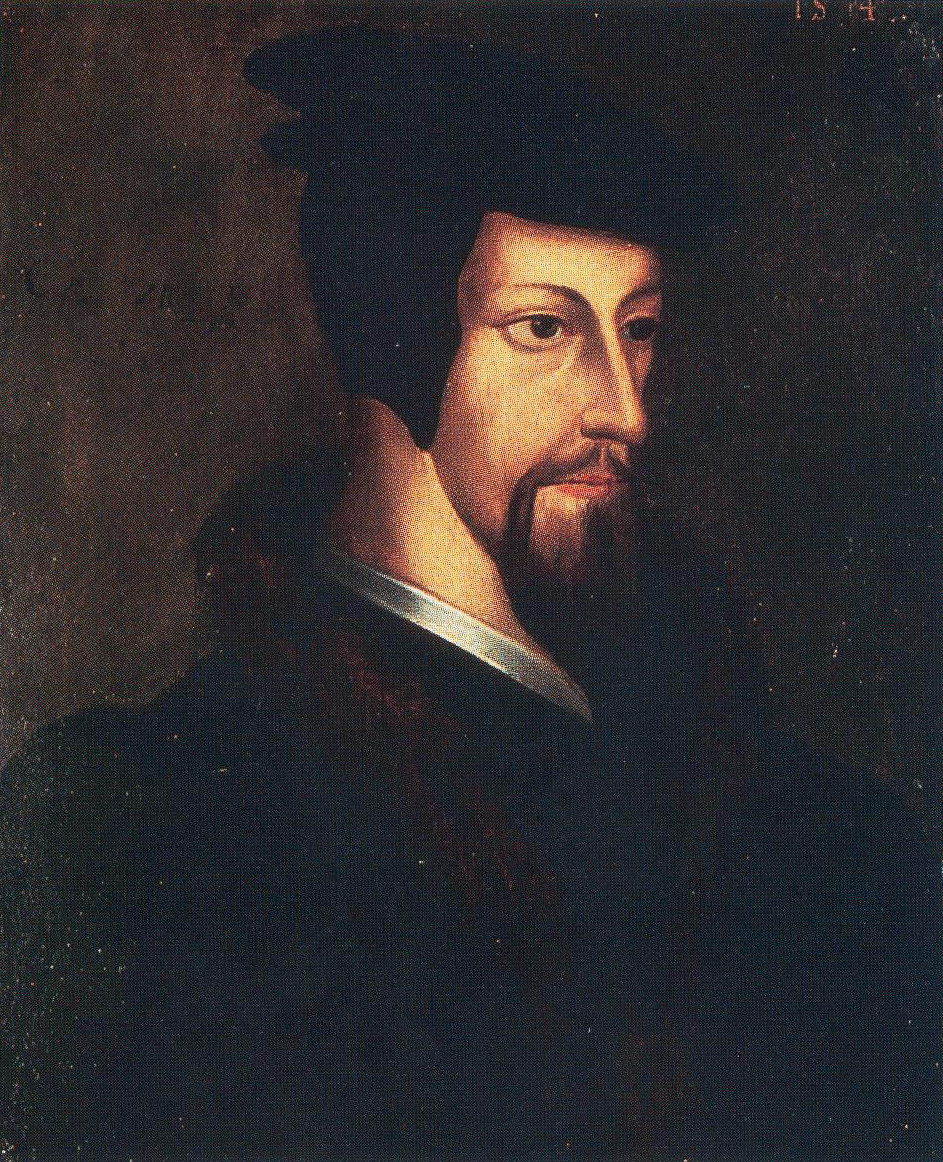
Il giovane Calvino

Sadoleto aveva definito la Chiesa «quella che in ogni parte del mondo, in ogni tempo passato e presente, unita e concorde in Cristo, è stata ovunque e sempre diretta dal solo Spirito di Cristo». Questa definizione, secondo Calvino, è erronea, perché non è fatta menzione della Parola del Signore: Dio ha «bensì affermato che la Chiesa è retta e governata dallo Spirito Santo, ma ha vincolato e strettamente collegato quest'ultimo alla sua parola affinché questo governo fosse sicuro, stabile e perenne». L'errore di «appellarsi con tanta presunzione allo Spirito (avendo però soffocata e sepolta la parola di Dio)» è paradossalmente comune ai cattolici e agli anabattisti. Una definizione pertinente sarebbe quella per la quale «la Chiesa è l'insieme di tutti i santi dispersi nel mondo intero ma uniti da un unico insegnamento, quello di Cristo, e che mantengono l'unità della fede, insieme alla concordia e alla carità fraterna, unicamente in virtù del suo Spirito».
In sostanza, per Sadoleto la Chiesa è tale perché forma un'unità: chi rompe quest'unità si pone automaticamente fuori dalla Chiesa. «Ma dove ha da cercarsi il criterio dell'unità? Sadoleto non lo dice ma lo presuppone: nella gerarchia». Per Calvino, «l'unità non è un dato ma un evento, la Chiesa è una nella misura in cui è impegnata sul fronte della testimonianza» Tutte le confessioni cristiane sostengono di essere rette dallo Spirito di Cristo: ma il criterio per stabilirne la reale presenza è la sua parola, il Vangelo. «Lo Spirito ci dà l'intelligenza, la giusta comprensione della Parola di Dio. La Parola controlla la genuinità dello Spirito».
Riguardo al problema della "giustificazione per fede", essendo l'uomo naturalmente peccatore, può riconciliarsi con Dio solo mediante Cristo, «non per meriti propri, né per il valore delle sue opere, ma unicamente in base alla bontà gratuita e misericordiosa del Signore. L'accogliere Cristo e l'entrare in comunione con lui, anzi il divenire partecipi di lui: questo definiamo, sulla base della Scrittura, giustizia di fede». La giustificazione mediante la fede consiste nel dono gratuito, fattoci da Dio, di non imputarci i nostri peccati grazie alla nostra fede. Le buone opere non hanno alcun valore per la giustificazione, ma esse sono parte integrante della «vita dei giusti. Se infatti chi è giustificato possiede Gesù Cristo e Cristo non è mai presente senza il suo Spirito, questa giustizia gratuita risulterà necessariamente connessa con la rigenerazione»; per questo stesso motivo i peccati non possono essere cancellati dalla penitenza e dai meriti: «il sangue di Cristo ci è presentato come prezzo del nostro perdono e della nostra purificazione. Come osi dunque essere così temerario da trasferire questo onore alle tue opere?».

### A Ratisbona
Dal 1540 l'imperatore Carlo V aveva favorito incontri fra teologi cattolici e protestanti, nella speranza di appianare le controversie dottrinali che dividevano le due confessioni cristiane. Anche Calvino partecipò, delegato della chiesa di Strasburgo, pur tenendo una posizione di secondo piano rispetto ai più accreditati Melantone, Bucero e Sturm, ai colloqui tenuti a Francoforte, a Hagenau, a Worms, a Colonia e a Ratisbona; nel gennaio 1541 si era raggiunto a Worms un accordo sulla dottrina della salvezza: restavano tuttavia dissensi sull'istituzione ecclesiale - quale fosse il potere del papa e quello del concilio dei vescovi - e sui sacramenti della confessione e dell'eucaristia: l'incontro di Ratisbona, nell'aprile del 1541, segnò la definitiva frattura tra le due confessioni che si avviarono da allora a strutturare le rispettive organizzazioni e a riaffermare le proprie dogmatiche in modo indipendente.

## Il ritorno a Ginevra
Intanto, il deteriorarsi dei rapporti fra Ginevra e Berna aveva portato all'esclusione dei sostenitori dell'alleanza con la potente città svizzera - che erano anche coloro che avevano espulso Farel e Calvino - dal governo della città. Invitato a rientrare a Ginevra dal nuovo Consiglio, Farel, ormai inserito stabilmente a Neuchâtel, declinò l'invito ma fece pressioni su Calvino perché tornasse a Ginevra. Calvino, che nell'agosto 1540 si era sposato con Idelette de Bure, vedova, con due figli, di un ex-anabattista, dalla quale ebbe un figlio, Jacques, morto prematuramente, fece ritorno a Ginevra il 13 settembre 1541.
Intenzionato a costituire nella città una robusta struttura ecclesiale, nel 1542 pubblicò scritti di carattere pastorale: le Ordonnances ecclésiastiques, il Piccolo trattato della Santa Cena di Nostro Signore Gesù Cristo, il Catechismo della Chiesa di Ginevra e il Formulario delle preghiere e dei cantici ecclesiastici. Calvino previde, oltre alle figure dei pastori, uniti in una Venerabile Compagnia, quella del dottore, incaricato dell'insegnamento dottrinale, dell'anziano e del diacono, che si occupasse dell'assistenza ai poveri e ai malati, e pose a governo della chiesa il Concistoro, un consiglio formato da dodici laici, scelti dal Piccolo Consiglio, e dai nove pastori ginevrini, il cui numero fu elevato a diciannove nel 1564. Allo scopo di dare un'istruzione rigorosa e ortodossa ai futuri pastori, nel 1559 Calvino fondò un'Accademia, antesignana dell'attuale Università di Ginevra.
I compiti del Concistoro consistevano nel controllo dell'ortodossia religiosa e della moralità pubblica e la massima pena che esso poteva infliggere era una sanzione di natura esclusivamente ecclesiastica, non civile, la scomunica, consistente nell'esclusione dalle quattro Cene del Signore che venivano celebrate annualmente.
A partire dal 1543, pubblicò diversi scritti polemici: la Difesa della dottrina della servitù e liberazione della libertà umana, il Trattato delle reliquie, il Piccolo trattato per illustrare quale atteggiamento debba assumere un credente fra i papisti, gli Articoli della Sorbona con Antidoto e gli Atti del Concilio di Trento con Antidoto.

### Il nicodemismo
Nel 1544 Calvino diede alle stampe la Excuse de Iean Calvin à messieurs les Nicodemites sur la complaincte qu'ilz font de sa trop grand' riguer - Difesa di Giovanni Calvino ai signori Nicodemiti che si lamentano del suo eccessivo rigore - che è insieme un compendio del suo Petit traicté monstrant c'est que doit faire un homme fidéle cognoissant la verité de l'Évangile, quand il est entre les papistes, del 1543, e una ripresa di altri due scritti precedenti, nei quali già aveva affrontato un problema di grande attualità nel conflitto che opponeva cattolici e riformati: il problema di come un riformato debba comportarsi in un paese cattolico che non tolleri la confessione protestante, e in particolare se questi debba nascondere la propria fede, fino a partecipare pubblicamente ai riti cattolici.
Già nella Lettera ai Galati Paolo condanna Pietro che «mangiava con persone non giudaiche», salvo a «separarsi per timore dei circoncisi», quando fu raggiunto da Giudei; una condanna confermata da Agostino ma attenuata modernamente da Lefèvre d'Étaples che nel suo Commento alle lettere di Paolo, del 1512, rilevava come simulare la condivisione di riti che intimamente non si condividono può essere buona «se opera per la salvezza». Nel Petit traicté, Calvino aveva sostenuto che la messa «è sacrilegio e abominio» e non ci si può prostrare «di fronte a un idolo, con l'intenzione che chiunque capisca che si mostra devozione a una cosa malvagia», spingendo altri, con un tale esempio, a fare altrettanto.
All'osservazione dell'amico Antoine Fumée che la sua posizione era troppo rigorosa, trascurando le difficili condizioni in cui i nicodemiti, quelli che lui rimprovera, erano costretti a vivere, Calvino rispose nella sua Difesa, accettando che i simulatori della fede si chiamino nicodemiti, ma precisando che il Nicodemo del Vangelo (Giov., 3, 1-21) ascoltava Gesù di nascosto, ma una volta «ammaestrato Nicodemo confessa Gesù apertamente, di giorno, e proprio nel momento in cui il pericolo era più grande che mai».. Calvino individua fra i nicodemiti persone che temono, professando la «vera fede», di perdere i loro privilegi, come uomini di chiesa e i «protonotari», che pure nei salotti eleganti si fanno beffe dei culti cattolici, gli intellettuali che si sono formati una loro personale dottrina e aspettano che il mondo dia loro ragione, e coloro che vogliono soltanto vivere tranquilli; ma esistono anche le «coscienze timide e impaurite» che, pur avendo fatto la loro scelta, vivono in paesi che non offrono loro il conforto di una vera chiesa: costoro devono uscire allo scoperto, confidando e rendendo gloria a Dio liberamente, perché a Dio dovranno rendere conto delle loro scelte.

### Il caso Serveto

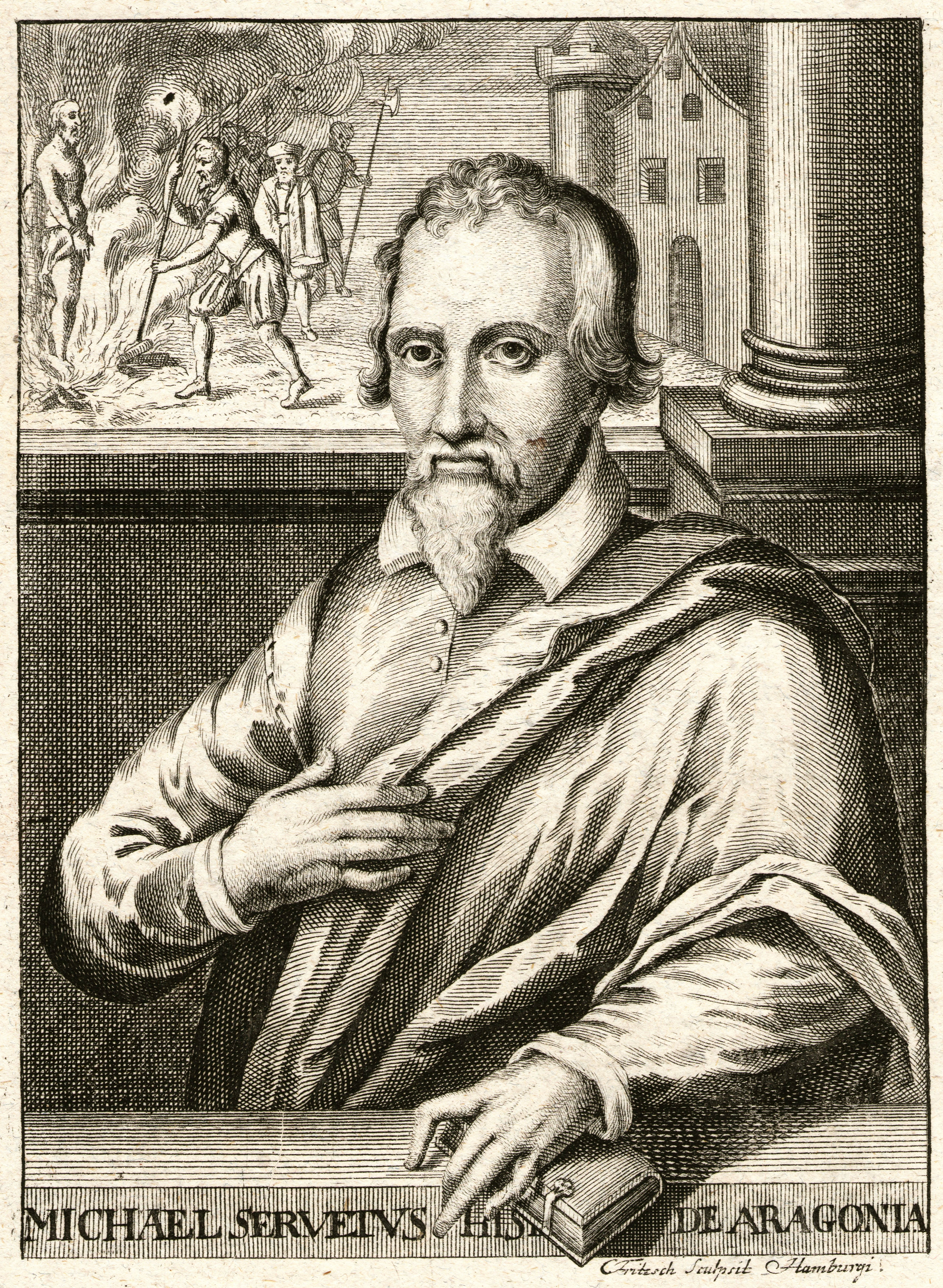
Michele Serveto

Il medico spagnolo Michele Serveto, fuggito dal carcere di Vienne, in Francia, dove era detenuto a causa delle teorie religiose «eretiche» - negava la Trinità e ogni significato al battesimo dei bambini, elementi che lo ponevano tra le file degli anabattisti - era giunto a Ginevra nel 1553. L'anabattismo costituiva il movimento cristiano più odiato da cattolici e protestanti e ancor di più dai prìncipi perché, fautore del ritorno alla semplicità evangelica, sosteneva l'abolizione della proprietà privata e non riconosceva le tradizionali autorità. Gli anabattisti avevano appoggiato la guerra dei contadini tedeschi in Germania e avevano creato un'importante comunità comunistica a Münster, distrutta dai prìncipi tedeschi con il massacro di quasi tutti i suoi abitanti.
Serveto fu arrestato il 13 agosto 1553 su denuncia di Calvino. Nella sua Istituzione egli è particolarmente violento nei riguardi di Serveto: «Il termine Trinità è stato ostico a Serveto, anzi detestabile, al punto che definisce senza Dio coloro che chiama trinitari. Tralascio molte delle espressioni villane e delle ingiurie da comiziante con cui farcisce i suoi scritti. Il sunto delle sue fantasticherie consiste in questo: si fabbrica un Dio in tre pezzi affermando che ci sono tre Persone dimoranti in Dio. Questa trinità è frutto di immaginazione in quanto contrasta con l'unità di lui; egli pretende perciò che le Persone siano idee o immagini esteriori, ma non dimoranti nell'essenza di Dio, che in qualche modo ce lo rappresentano [...] fantasticheria mostruosa [...] empietà [...] bestemmia esecrabile [...] fango [...]».
Il Piccolo Consiglio di Ginevra assunse informazioni su Serveto dalle autorità di Vienne, che richiesero la sua estradizione. Posto all'alternativa di essere rimandato nella città francese o subire un processo a Ginevra, Serveto scelse di rimanere nella città svizzera. Consultati anche i teologi delle chiese di Basilea, Berna, Sciaffusa e Zurigo, il Consiglio, che pure poteva anche limitarsi a bandire Serveto dalla città, emise, il 26 ottobre 1553, la sentenza di morte che fu eseguita, mediante rogo, il giorno seguente.
Simile è il caso successivo di un altro antitrinitario italiano, il calabrese Valentino Gentile, imprigionato a Ginevra nel 1558, interrogato da Calvino in persona e costretto ad abiurare per evitare la condanna a morte - che subì però a Berna, nel 1566, per la stessa accusa.
Calvino, che pure approvò la sentenza di condanna di Serveto - limitandosi a chiedere di commutare ll rogo con la decapitazione - non può tuttavia essere ritenuto responsabile, come si è ritenuto e ancora in parte si ritiene, dell'esecuzione di Serveto, la quale è da addebitarsi interamente ai magistrati di Ginevra, la maggioranza dei quali, tra l'altro, guardava allora con diffidenza alle riforme proposte da Calvino, come dimostra la decisione presa il 7 novembre di quello stesso anno dal Consiglio dei Duecento, di attribuire al Piccolo Consiglio il potere di comminare la scomunica, togliendolo al Concistoro. Tuttavia da quest'episodio è nata la leggenda di un Calvino dittatore di Ginevra, alimentata da autorevoli intellettuali moderni come Aldous Huxley e Stefan Zweig: in realtà Calvino, cui fu conferita la cittadinanza ginevrina soltanto nel 1559, come qualunque altro habitant non aveva il minimo potere di influire sull'amministrazione della giustizia. La sua approvazione della condanna a morte di Serveto lo conferma semmai come figlio del suo tempo.
Calvino pubblicò nel 1554 la Defensio orthodoxae fidei, contra prodigiosos errores Michaelis Serveti Hispani sostenendo che la condanna di Serveto fu giusta perché le sue dottrine mettevano in pericolo le anime di coloro che le avessero accettate. Il riformatore Sebastian Castellio rispose con il Contra libellum Calvini, deplorando la condanna di Serveto e sottolineando come «uccidere un uomo non significa difendere una dottrina ma nient'altro che uccidere un uomo. Uccidendo Serveto, i ginevrini non hanno difeso una dottrina, ma hanno ucciso un uomo [ ... ] se Serveto avesse cercato di uccidere Calvino, i magistrati avrebbero giustamente difeso Calvino. Ma poiché Serveto combatteva con ragionamenti e scritti, egli avrebbe dovuto essere contestato con ragionamenti e scritti».

### La svolta del 1555 e l'espansione del calvinismo
A seguito dell'ostilità manifestata dai regnanti francesi, Francesco I ed Enrico II, che produsse la lunga guerra di religione, e della repressione inquisitoriale in Italia, in Svizzera trovarono rifugio migliaia di protestanti, non pochi dei quali di condizione agiata: si è calcolato che la popolazione di Ginevra, nel 1560, assommasse a 21.400 abitanti, contro i 13.100 del 1550. La possibilità, prevista dalle leggi della città, di assegnare gli stranieri alla categoria dei bourgeois, che acquisivano il diritto di voto, in cambio di una forte tassa, fu sfruttata dal Piccolo Consiglio per incrementare le risorse finanziarie della città, ma produsse anche il risultato politico, a partire dal 1556, di aumentare i consensi alle riforme di Calvino con la conseguente formazione di governi sostenitori del riformatore francese.

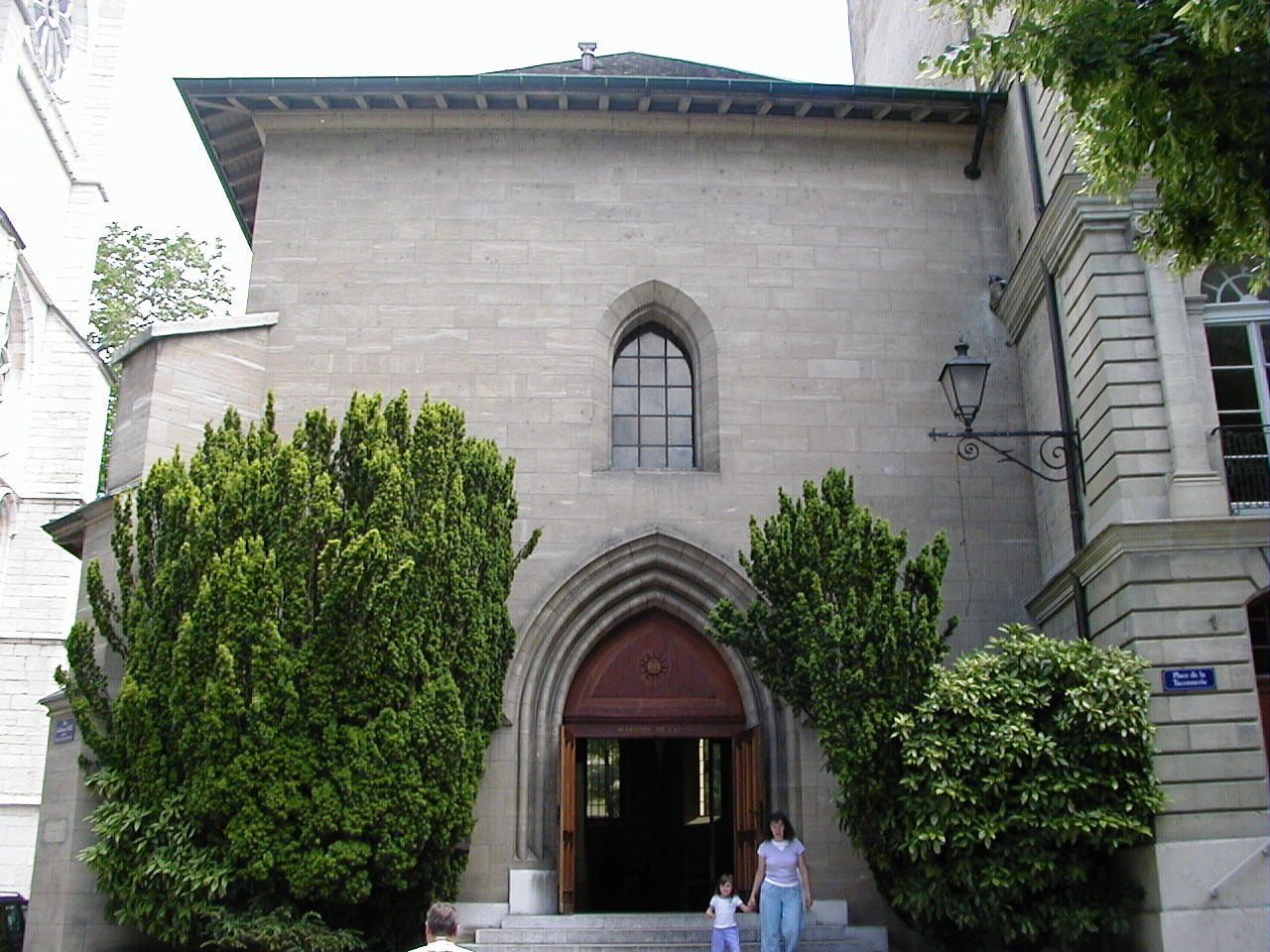
L'Auditorio di Calvino a Ginevra, sede del Concistoro

La pubblicazione dell'Istituzione in lingua francese, nel 1541, favorì la sua penetrazione e diffusione in Francia, particolarmente fra la classe media - artigiani e commercianti - quasi ignari del latino e più sensibili delle altre alle idee riformate e, nello stesso tempo, l'affermazione del calvinismo a Ginevra attivò la stampa e il commercio dei suoi scritti: nel giro di un decennio, l'editoria ginevrina moltiplicò il numero dei titoli e delle copie di nuova stampa. I Parlamenti francesi, particolarmente quello parigino, reagirono emettendo una serie di decreti riportanti gli elenchi dei libri proibiti, più della metà dei quali risultava essere stampata a Ginevra, senza riuscire a fermare il flusso dei libri nel mercato clandestino.
Come clandestina era la circolazione delle opere riformate, altrettanto lo fu l'organizzazione dei gruppi evangelici, resa necessaria dalla persecuzione, testimoniata dal massacro dei Valdesi nel Massiccio del Luberon, in Provenza, nel 1545, dal rogo di cinque giovani lionesi nel 1551, dall'aumento esponenziale dei numero dei processi per eresia, a dimostrazione dell'elevata diffusione del calvinismo. La Venerabile Compagnia dei pastori di Ginevra organizzò segretamente l'invio di pastori nelle comunità evangeliche: nell'aprile del 1555 due pastori furono inviati nella comunità valdese del Piemonte, che aveva pubblicamente aderito alla Riforma nel 1532 con il Sinodo di Chanforan, mentre costante si fece l'ingresso clandestino di pastori in Francia, attraverso le valli del Delfinato e diffondendosi poi lungo le strade commerciali che univano le principali città della Francia.
Calvino stesso informò dell'attività della Compagnia il Consiglio di Ginevra, il quale approvò l'operazione a condizione di non esserne ufficialmente coinvolto, allo scopo di non compromettere le relazioni con il potente vicino, il quale infatti, avendo scoperto la presenza di pastori provenienti da Ginevra nelle proprie città, protestò, nel 1561, esigendone il ritiro, ma i contatti con le comunità francesi si mantennero ugualmente, con la decisione di Calvino di imporre alle chiese francesi un'organizzazione di tipo ginevrino, con la regolare elezione di concistori costituiti da pastori, anziani e diaconi che, nel 1562, inizio delle guerre di religione, assommavano a 1785. La volontà di evitare il sorgere di chiese non organizzate secondo tale modello e la contemporanea difficoltà di fornire il numero necessario di pastori regolarmente istruiti, frenò il processo di espansione evangelico in Francia proprio nel momento in cui, alla morte di Enrico II, il regno di Francia appariva politicamente più debole e costretto, con gli editti di Amboise del 1560 e del 1563 e di Saint-Germain-en-Laye del 1562 a importanti concessioni in fatto di libertà religiosa. Si ritiene che Calvino pensasse di poter convincere le autorità francesi a permettere lo sviluppo di comunità evangeliche, purché regolarmente organizzate, opponendosi così alla spontanea espansione delle chiese riformate.
Ciò nonostante, continuò lentamente a progredire il numero delle chiese riformate, che nel 1559 si diedero una pubblica Confessione di fede; alla fine delle guerre di religione, l'Editto di Nantes nel 1598 ne confermava il diritto all'esistenza: un francese su dieci si professava ugonotto. Ma con la ripresa delle vessazioni del governo di Richelieu prima e poi la pubblicazione dell'Editto di Fontainebleau, il 18 ottobre 1685, che abrogava l'editto di Enrico IV, si produsse una nuova, massiccia emigrazione di protestanti e da allora in Francia i riformati rimasero una modesta minoranza.
L'Istituzione di Calvino si diffuse anche in altri paesi europei, non solo di lingua francese, come in parte del Belgio, ma soprattutto in Inghilterra, dove furono accolti diversi esuli di idee riformate, come Martin Bucero, Pietro Martire Vermigli e John Knox - e da qui si diffuse nell'America settentrionale dove ad Harvard fu fondato, nel 1636, un famoso collegio calvinista - e in Germania, favorito dalla protezione dei prìncipi protestanti, dove lo stesso luteranesimo si trovò a competere con il calvinismo, come dimostra la pubblicazione del Catechismo di Heidelberg nel 1563, mentre nei Paesi Bassi fu favorito dall'affermazione della casa degli Orange. Più tardi ancora, le idee riformate dall'Europa si introdussero in Oceania e in Africa, portate dai coloni britannici e nel Sudafrica dagli emigrati olandesi.
Mentre Ginevra si avviava, dalla seconda metà del XVI secolo, a un periodo di declino tanto economico che culturale, sul piano teologico la sua eredità fu assunta dalle Università tedesche, Leida e Heidelberg in testa. Come sempre avviene dopo la scomparsa dei fondatori di una corrente di pensiero, questa, sviluppandosi e allargandosi, assunse connotazioni distinte, tanto che il termine calvinismo non può più propriamente essere inteso un'espressione della teologia di Calvino.

### La morte

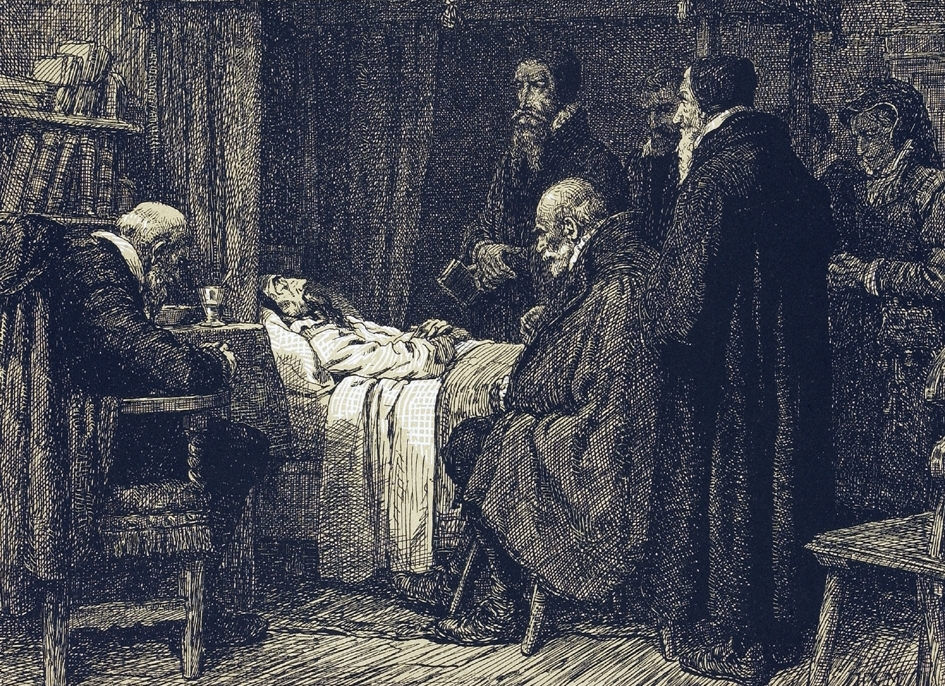
La morte di Calvino in una illustrazione di Henri van Muyden

La salute di Calvino cominciò a peggiorare a partire dalla seconda metà degli anni cinquanta, soggetto a emicranie, emorragie polmonari e infiammazioni intestinali: a causa della gotta, doveva a volte essere trasportato sul pulpito, dal quale predicò per l'ultima volta il 6 febbraio 1564. Il 28 aprile salutò i pastori col suo Discours d'adieux aux ministres, dove ricordò i travagli della sua vita di «povero e timido studioso», spesa al servizio dell'Evangelo, nella quale - disse - subì anche minacce e insulti, e rivendicando di non aver scritto mai nulla «per odio verso qualcuno ma [di aver proposto] fedelmente ciò che [aveva] creduto potesse servire alla gloria di Dio». Morì la sera del 27 maggio: conformemente al suo desiderio, venne sepolto in una tomba anonima, in modo che le sue spoglie non potessero essere oggetto di un culto che egli aveva sempre deprecato.

### Edizioni
- (ES) Giovanni Calvino, Institutio christianae religionis, [London], en casa de Ricardo del Campo, 1597.

### Opera omnia
- Ioannis Calvini opera quae supersunt omnia (ICO), 59 voll., Braunschweig 1863-1900

### Traduzioni italiane
- Istituzione della religione cristiana (1559), 2 voll., a cura di G. Tourn, UTET, Torino 1971
- L'Epistola a Sadoleto (1539), in Aggiornamento o Riforma della Chiesa? Lettere tra un cardinale e un Riformatore del '500, a cura di G. Tourn, Claudiana 1976
- Il Catechismo di Ginevra (1537), a cura di V. Vinay, Claudiana, Torino 1983
- Il «Piccolo trattato sulla S. Cena», a cura di G. Tourn, Claudiana, Torino 1987
- Dispute con Roma, Opere scelte 1, a cura di G. Conte e P. Gajewski - Contiene gli scritti Articoli della Sorbona con Antidoto (1544); Atti del Concilio di Trento con Antidoto (1547) e Il vero modo di pacificazione cristiana e della riforma della chiesa (1549), Torino, Claudiana, 2004
- La carne, lo spirito e l'amore, a cura di D. Monda, BUR, Milano 2005
- Contro anabattisti, nicodemiti e libertini (1544), Opere scelte 2, a cura di Laura Ronchi De Michelis,Torino, Claudiana, 2006
- Commentario su Genesi, Caltanissetta, a cura di Andrea Ferrari, Alfa & Omega editore, 2008. ISBN 978-88-88747-76-7
- Giovanni Calvino - Renata di Francia. Lealtà in tensione. Un carteggio protestante tra Ferrara e l'Europa (1537-1564), Caltanissetta, Alfa & Omega editore, 2009. ISBN 978-88-88747-88-0
- La divina predestinazione, Opere scelte 3, a cura di Giorgio Tourn e Franco Ronchi, Torino, Claudiana, 2011. ISBN 978-88-7016-727-6

### Studi e biografie
- T. de Bèze, Vie de Calvin, Ginevra 1564
- N. Colladon, Vie de Calvin (1565) in ICO, 21, 54
- F. de Raemond, Histoire de la naissance, progrès et décadence de l'hérésie de ce siècle, Paris 1605
- D. D'Argentré, Collectio judiciorum de novis erroribus, 3 voll., Paris 1725-1736
- J. Desmay, Remarques sur la vie de Jean Calvin, tirées des registres de Noyon, ville de sa naissance (1621), Paris 1834-1837
- A. Lefranc, La jeunesse de Calvin, Paris 1888
- P. Wernle, Calvin und Basel bis zum Tode des Myconius, Tübinge 1909
- A. Huxley, Proper Studies, London 1927
- A. Autin, L'Institution chrétienne de Calvin, Paris 1929
- A. Omodeo, Giovanni Calvino e la Riforma a Ginevra, Bari 1947
- C. Gallicet Calvetti, La filosofia di Calvino, Milano 1954
- J. Boisset, Sagesse et sainteté dans la pensée de Calvin, Paris 1959
- P. L. Zampetti, Profilo unitario del pensiero politico di Calvino, Milano 1959
- W. Richard, Untersuchungen zur Genesis der reformierten Kirchenterminologie des Westschweiz und Frankreichs, Bern 1959
- É. G. Leonard, Storia del Protestantesimo, 3 voll., Milano 1961
- F. Wendel, Calvin: the Origins and Development of His Religious Tought, London 1963
- A, Biéler, L'umanesimo sociale di Calvino, Torino 1964
- J. Cadier, Calvino, l'uomo domato da Dio, Torino 1964
- E. Rott, Documents strasbourgeois concernat Calvin. Un manuscrit autographe: la harangue du recteur Nicolas Cop, in «Regards contemporains sur Jean Calvin», Paris 1965
- J. Staedtke, Giovanni Calvino. Formazione e realizzazione, Roma 1965
- M. Richter, Recenti studi calviniani (1960-1966), Firenze 1967
- C. Ginzburg, Il nicodemismo. Simulazione e dissimulazione nell'Europa del Cinquecento, Torino 1970
- J. Boisset, Calvino, Milano 1972
- V. Vinay, Ecclesiologia ed etica politica in Giovanni Calvino, Brescia 1973
- U. Plath, Calvin und Basel in den Jahren 1552-1556, Basel-Stuttgart 1974
- AA. VV., Eresia e Riforma nell'Italia del Cinquecento, Firenze-Chicago, 1974
- A. Biondi, La giustificazione della simulazione nel Cinquecento, in AA. VV., Eresia e Riforma nell'Italia del Cinquecento, Firenze-Chicago, 1974
- G. Tourn, La predestinazione nella Bibbia e nella storia. Una dottrina controversa, Torino 1978
- F. M. Higman, Censorship and the Sorbonne: a Bibliographical Study of Books in French Censured by the Faculty of Theology of the University of Paris, 1520-1551, Genève 1979
- A. Perrenaud, La population de Genève, XVI-XIX siècles, Genève 1979
- AA. VV., Cinq siècles d'imprimerie genevoise, a cura di J. D. Candaux e B. Lescaze, Genève 1980
- R. Mentzer, Heresy proceedins in Languedoc, 1550-1560, New York 1984
- M. Prestwich, Calvinism in France, 1559-1629, in «International Calvinism, 1541-1715», a cura di M. Prestwich, Oxford 1985
- John Haddon Leith, John Calvin's Doctrine of the Christian Life, Westminster/John Knox Press, Louisville, 1989.
- E. Campi, Protestantesimo nei secoli. Fonti e documenti, 2 voll., Claudiana, Torino, 1991
- W. J. Bouwsma, Giovanni Calvino, Laterza, Bari-Roma 1992
- D. Cantimori, Eretici italiani del Cinquecento, Einaudi, Torino 1992
- S. Zweig, Castellio gegen Calvin oder Ein Gewissen gegen die Gewalt (1936), Frankfurt am Mein, 1996 ISBN 3-596-22295-8
- A. E. McGrath, Il pensiero della Riforma, Claudiana, Torino 1999
- G. Tourn, Giovanni Calvino. Il riformatore di Ginevra, Claudiana, Torino 2005
- A. E. McGrath, Giovanni Calvino. Il Riformatore e la sua influenza sulla cultura occidentale, 3. ed., Claudiana, Torino 2009
- Simonetta Carr. Giovanni Calvino , Caltanissetta, Alfa & Omega editore, 2009. ISBN 978-88-88747-83-5
- John Piper. Il retaggio della suprema gioia. La grazia trionfante di Dio nella vita di Agostino, Lutero e Calvino , Caltanissetta, Alfa & Omega editore, 2006. ISBN 978-88-88747-59-0
- Joel R. Beeke. Giovanni Calvino: predicatore esperienziale, «Rivista di teologia pastorale» 2009/1, Caltanissetta, Alfa & Omega editore, 2006
- Giovanni Calvino - Renata di Francia. Lealtà in tensione. Un carteggio protestante tra Ferrara e l'Europa (1537-1564), Caltanissetta, Alfa & Omega editore, 2009. ISBN 978-88-88747-88-0
- Christopher Elwood, Giovanni Calvino... per chi non ha tempo, Claudiana, Torino 2009
- Lucia Felici, Giovanni Calvino e l'Italia, Claudiana, Torino 2010
- Emanuele Fiume, Giovanni Calvino. Il riformatore profugo che rinnovò la fede e la cultura dell'Occidente, Salerno, Roma 2017, ISBN 978-88-6973-201-0